# 飛騨・美濃さくら三十三選
飛騨・美濃さくら三十三選（ひだ・みのさくらさんじゅうさんせん）は、岐阜県が2003年3月岐阜県の桜として観光客及び県民に対して公募し選定したものである。
2003年4月から2005年（平成17年）3月にかけて岐阜県が行ったイベント「花の都ぎふ祭り ～ひだ・みの花紀行～」において花の都ぎふ祭り実行委員会が募集し、桜の有識者により選定されたもの。選定された33選は2003年4月15日に開かれた「ぎふ・さくらサミットinNEO」（根尾村）において表彰が行われた。なお同様に花祭りのイベントとして選定されたものとして飛騨・美濃紅葉三十三選（2004年選定）がある。

## 飛騨・美濃さくら三十三選一覧
| No. | 名称                       | 所在地                              | 備考                                       |
| --- | -------------------------- | ----------------------------------- | ------------------------------------------ |
| 1   | 岐阜公園・長良川堤・鵜飼桜 | 岐阜市大宮町・御手洗 岐阜護國神社内 |                                            |
| 2   | 中将姫誓願ザクラ           | 岐阜市大洞1丁目2-14 願成寺境内      | 国の天然記念物                             |
| 3   | 奥の細道むすびの地         | 大垣市船町水門川沿い                |                                            |
| 4   | 飛騨高山中橋周辺           | 高山市上三之町                      |                                            |
| 5   | 城山公園                   | 高山市城山                          |                                            |
| 6   | 虎渓公園                   | 多治見市弁天町                      |                                            |
| 7   | 吉田川の桜                 | 関市吉田川畔                        |                                            |
| 8   | 苗木さくら公園             | 中津川市苗木                        |                                            |
| 9   | 小倉公園                   | 美濃市泉町                          |                                            |
| 10  | 新境川・百十郎桜           | 各務原市那加桜町                    | 日本さくら名所100選                        |
| 11  | 奈良津堤の桜               | 羽島郡笠松町奈良津                  |                                            |
| 12  | 羽根谷だんだん公園         | 海津市南濃町羽沢                    |                                            |
| 13  | 養老公園                   | 養老郡養老町養老                    |                                            |
| 14  | 墨俣一夜城・犀川堤の桜     | 大垣市墨俣町墨俣                    |                                            |
| 15  | 谷汲山門前の桜             | 揖斐郡揖斐川町谷汲徳積              |                                            |
| 16  | 揖斐二度桜                 | 揖斐郡大野町南方二度桜              | 国の天然記念物                             |
| 17  | 霞間ヶ渓                   | 揖斐郡池田町藤代                    | 国の名勝及び天然記念物 日本さくら名所100選 |
| 18  | 淡墨桜                     | 本巣市根尾板所995                   | 国の天然記念物 日本さくら名所100選         |
| 19  | 寺尾ヶ原千本桜公園         | 関市武芸川町寺尾                    |                                            |
| 20  | 愛宕公園                   | 郡上市八幡町島谷                    |                                            |
| 21  | 明建神社                   | 郡上市大和町牧                      | 県の天然記念物                             |
| 22  | 藤路の桜                   | 郡上市白鳥町向小駄良藤路            | 県の天然記念物                             |
| 23  | 国道156号線沿いの桜並木    | 郡上市美並町深戸地内                |                                            |
| 24  | ひよもの枝垂れ桜           | 恵那市串原5323番地                  | 県の天然記念物                             |
| 25  | 新田の桜                   | 恵那市上矢作町2858番地              |                                            |
| 26  | 浄福寺のしだれザクラ       | 下呂市小坂町小坂 浄福寺境内         |                                            |
| 27  | 苗代桜                     | 下呂市和佐                          | 県の天然記念物                             |
| 28  | 下呂駅周辺の桜             | 下呂市幸田                          |                                            |
| 29  | 荘川桜                     | 高山市荘川町中野                    | 県の天然記念物                             |
| 30  | おおたザクラ               | 大野郡白川村荻町 本覚寺境内         | 県の天然記念物                             |
| 31  | 臥龍桜                     | 高山市一之宮町山下                  | 国の天然記念物                             |
| 32  | 薬師堂の枝垂れ桜           | 高山市朝日町万石                    |                                            |
| 33  | 桜野公園                   | 高山市国府町広瀬町桜野              |                                            |

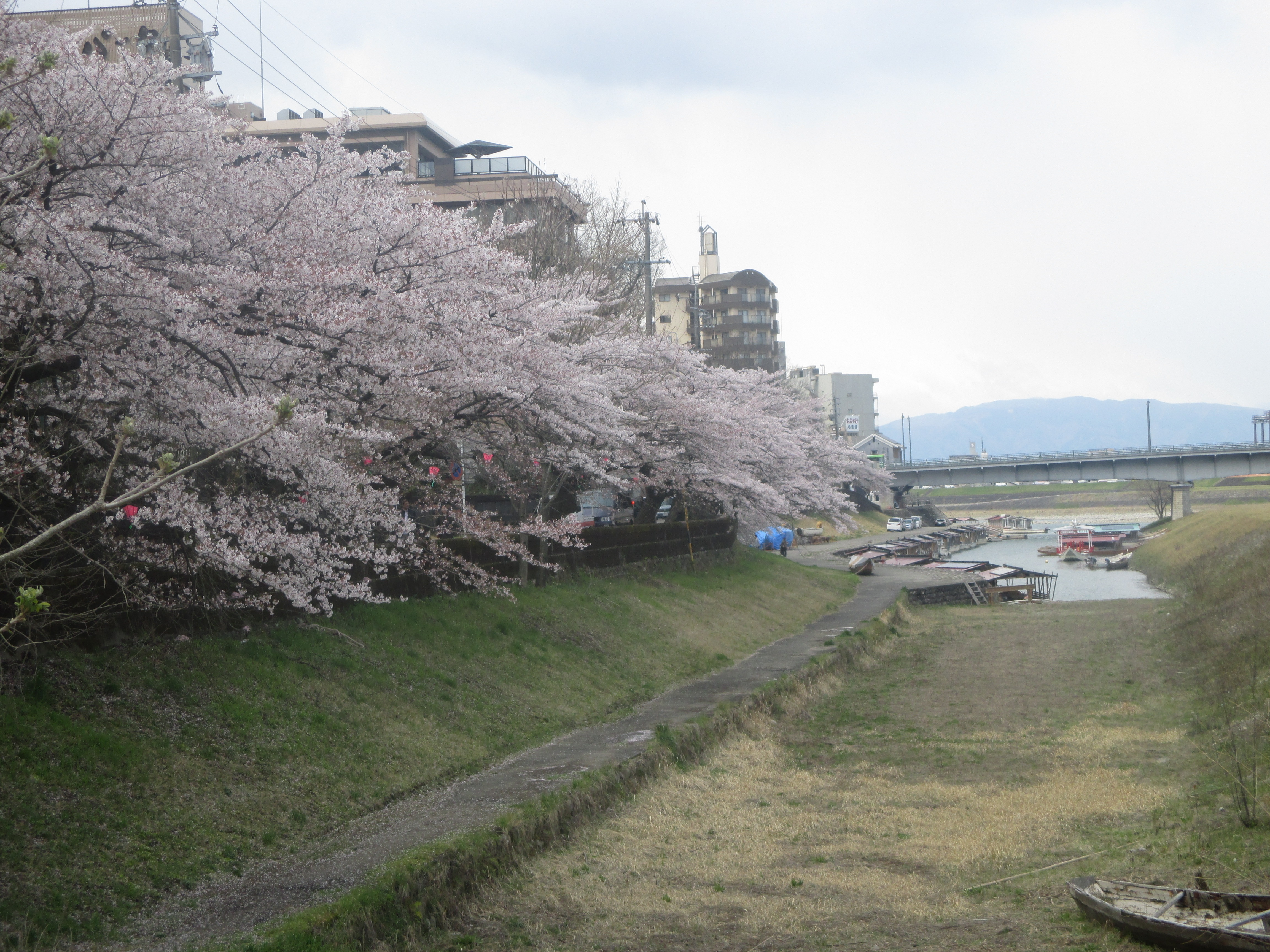
1.長良川堤防
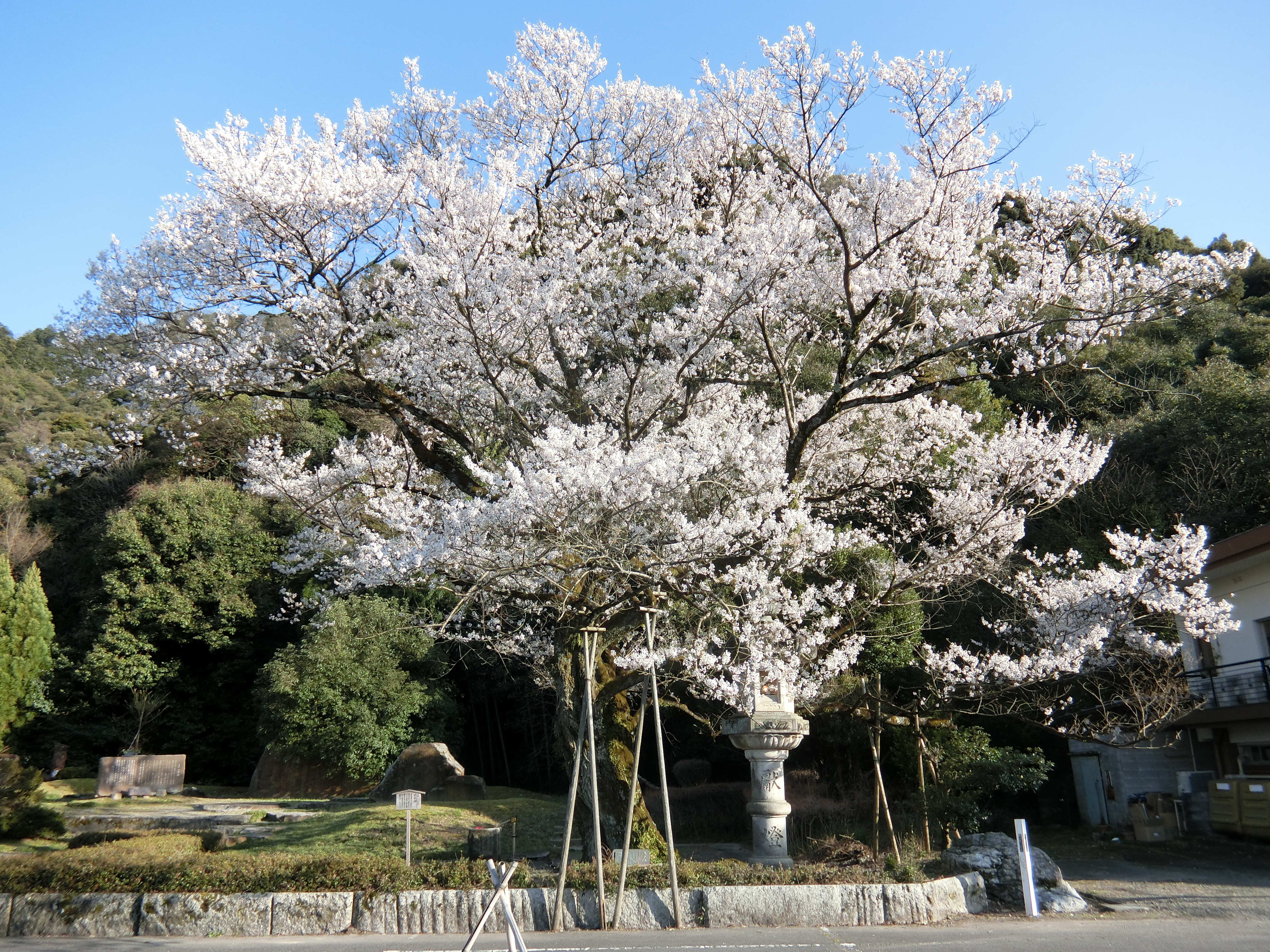
1.鵜飼い桜
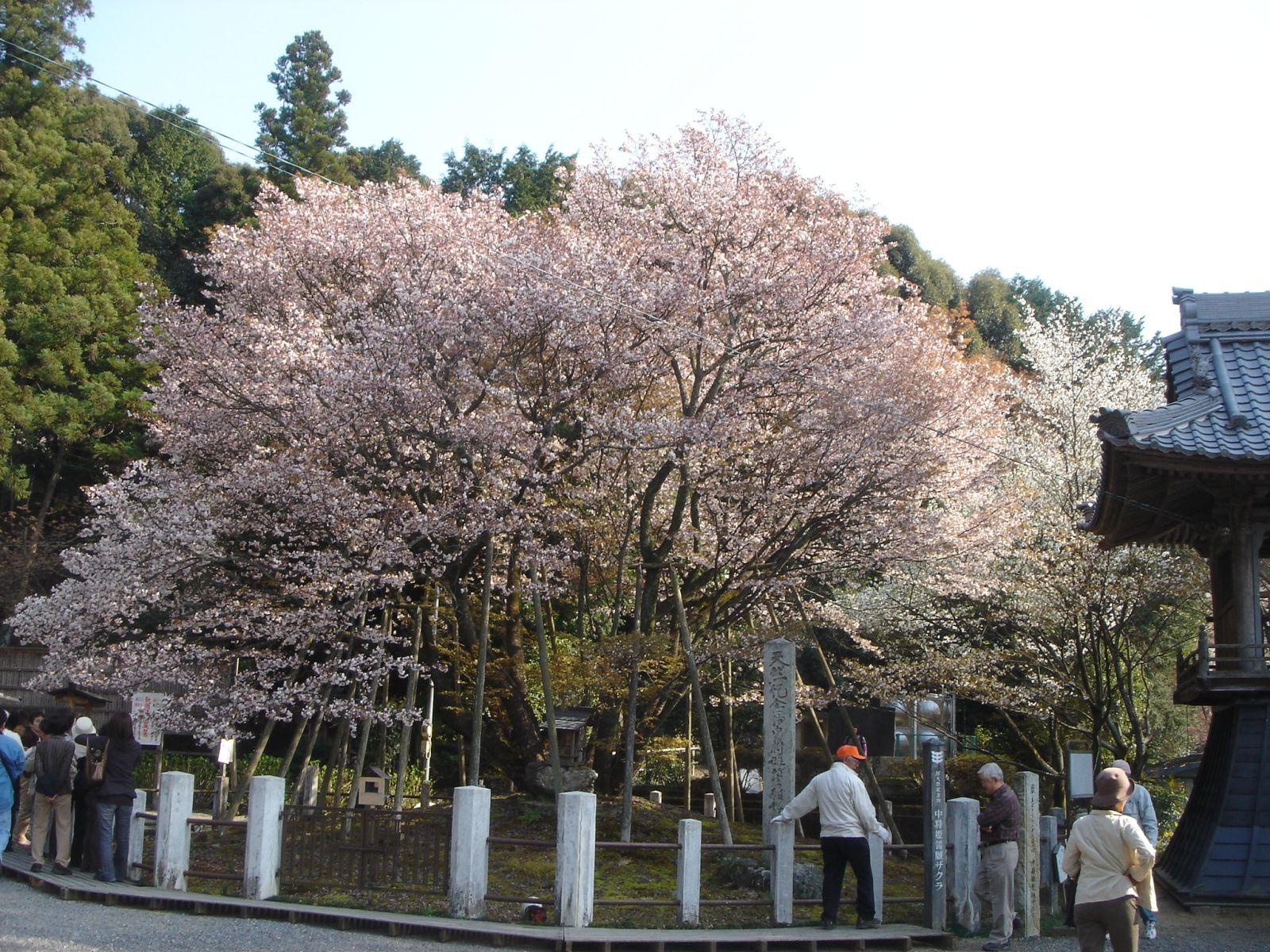
2.中将姫誓願桜
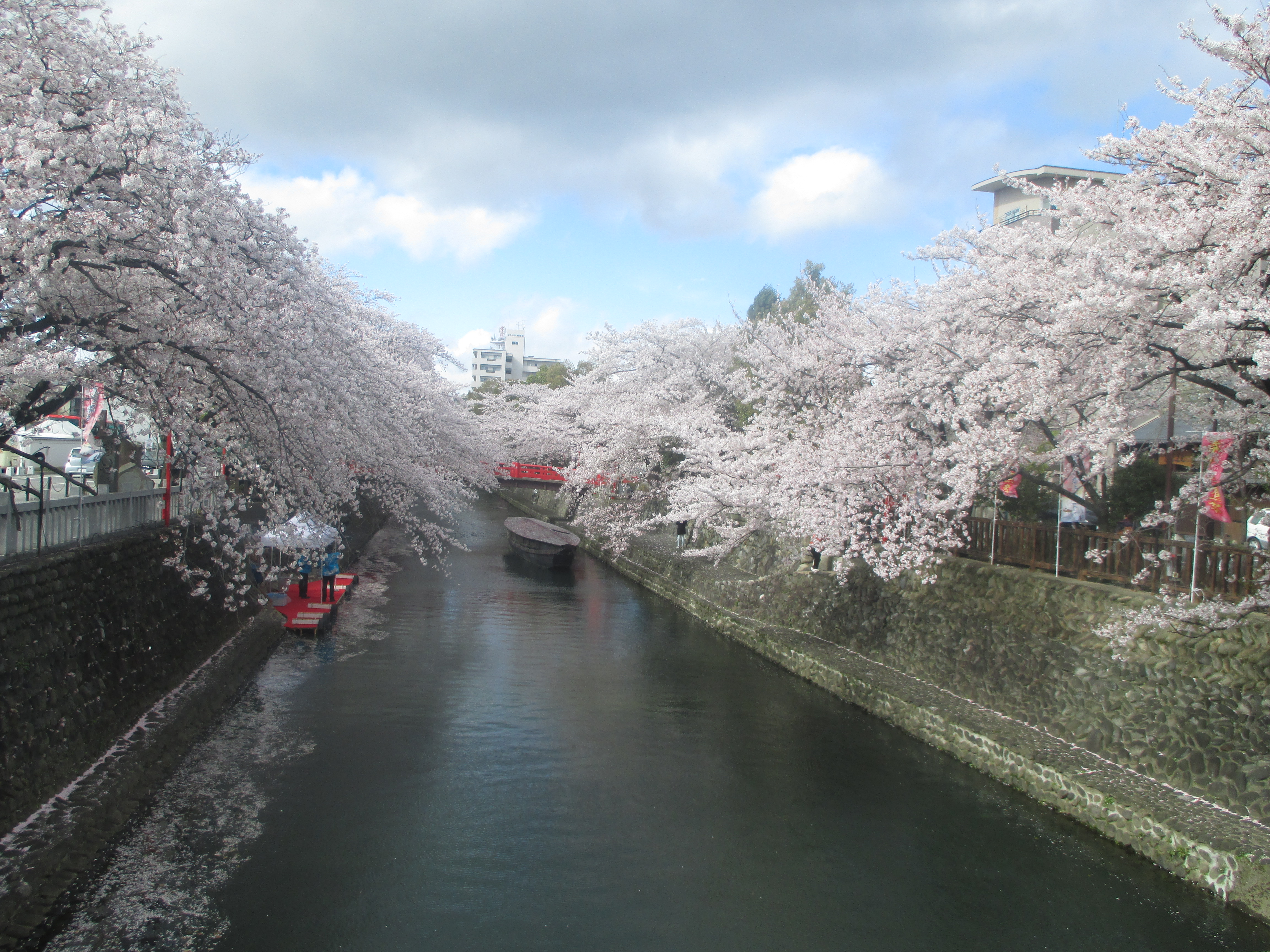
3.おくのほそ道むすびの地
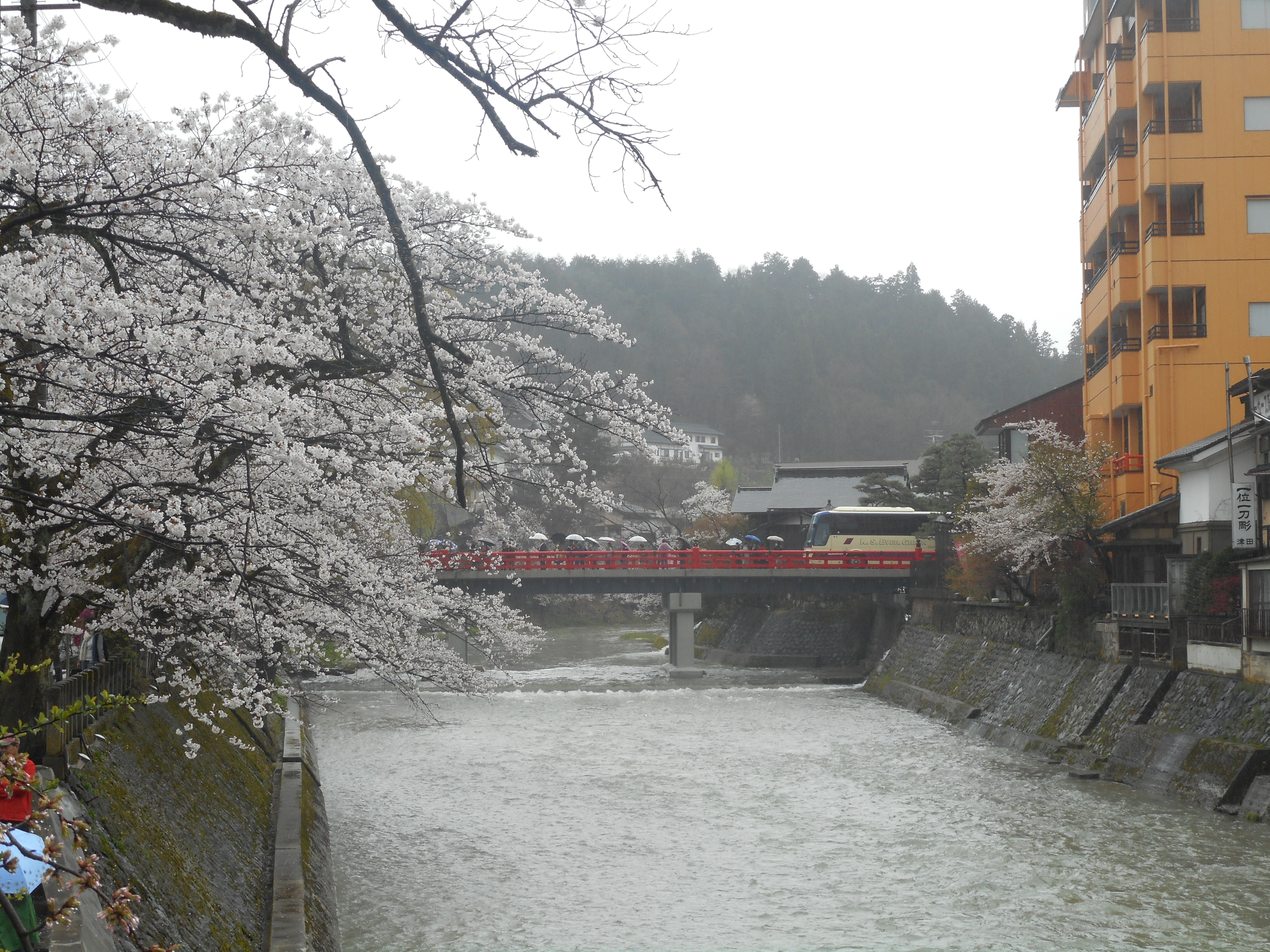
4.中橋周辺の桜
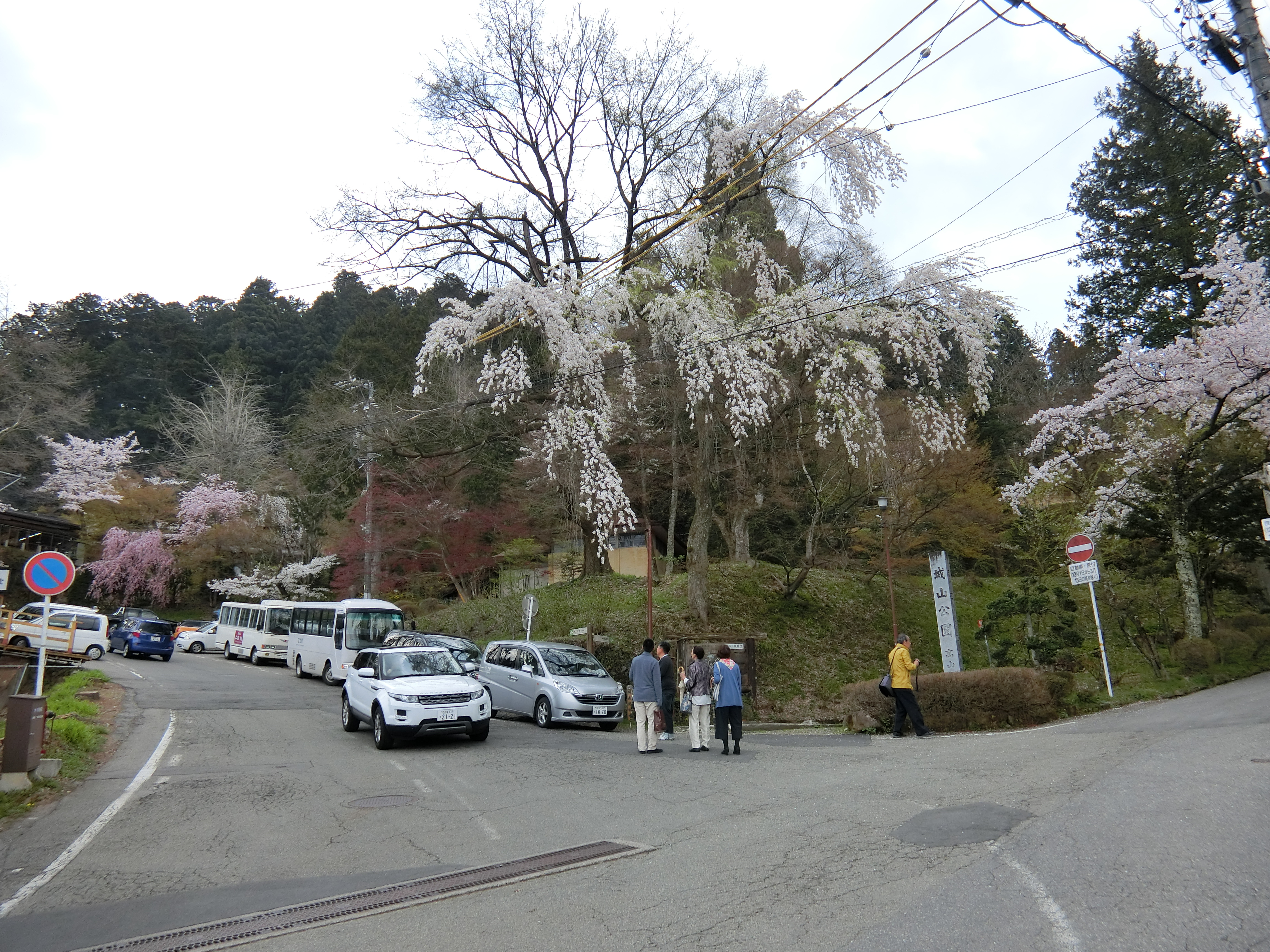
5.城山公園の桜
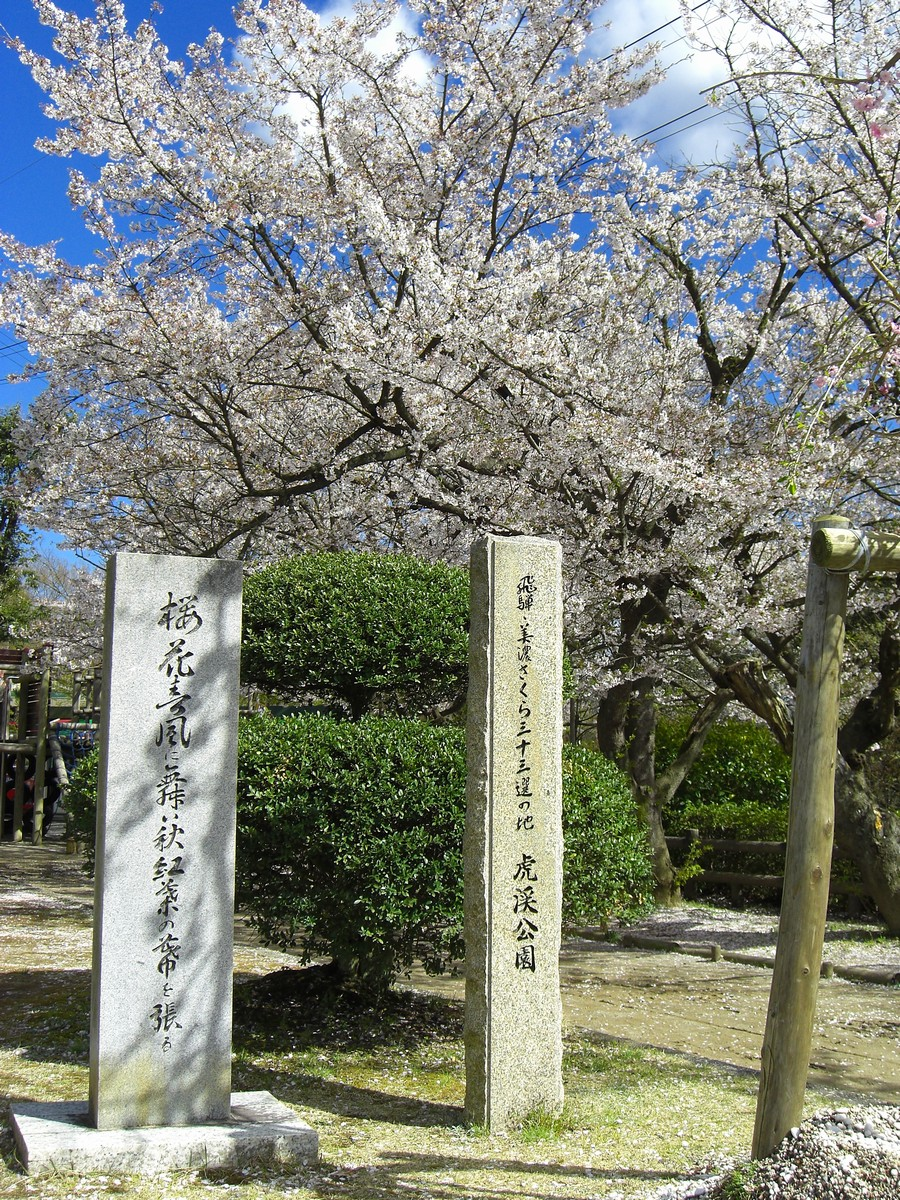
6.虎渓公園
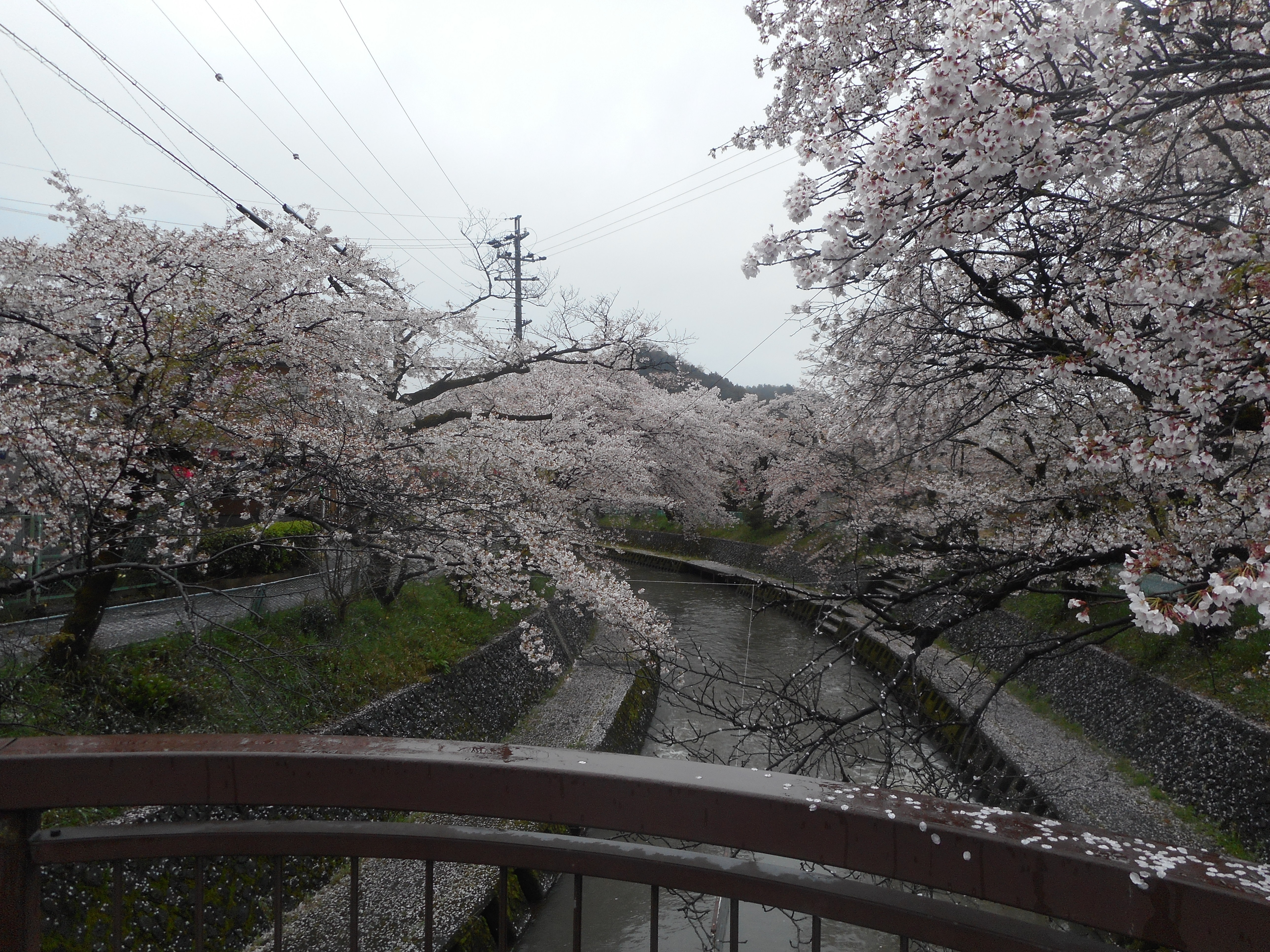
7.吉田川の桜
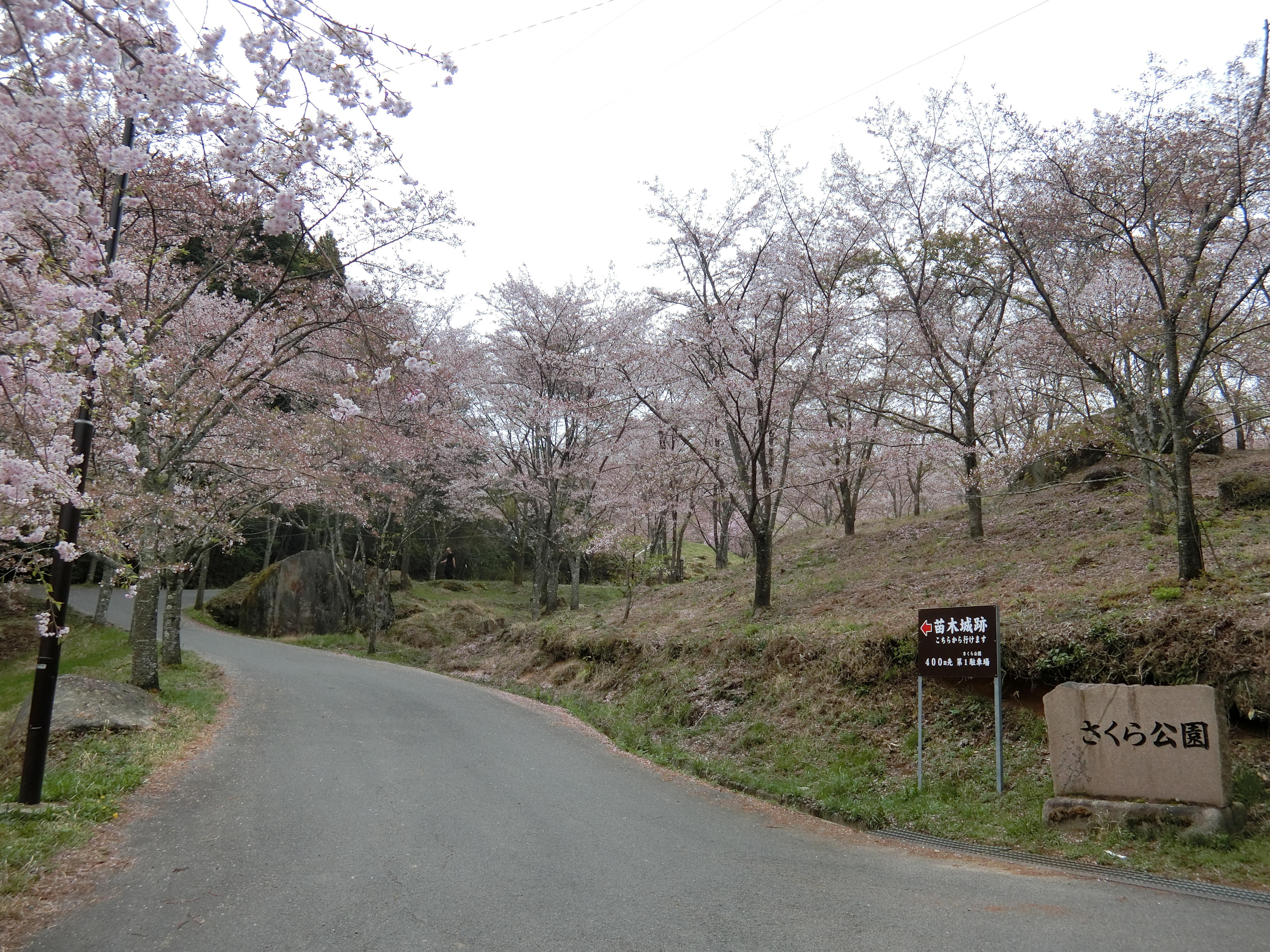
8.苗木さくら公園
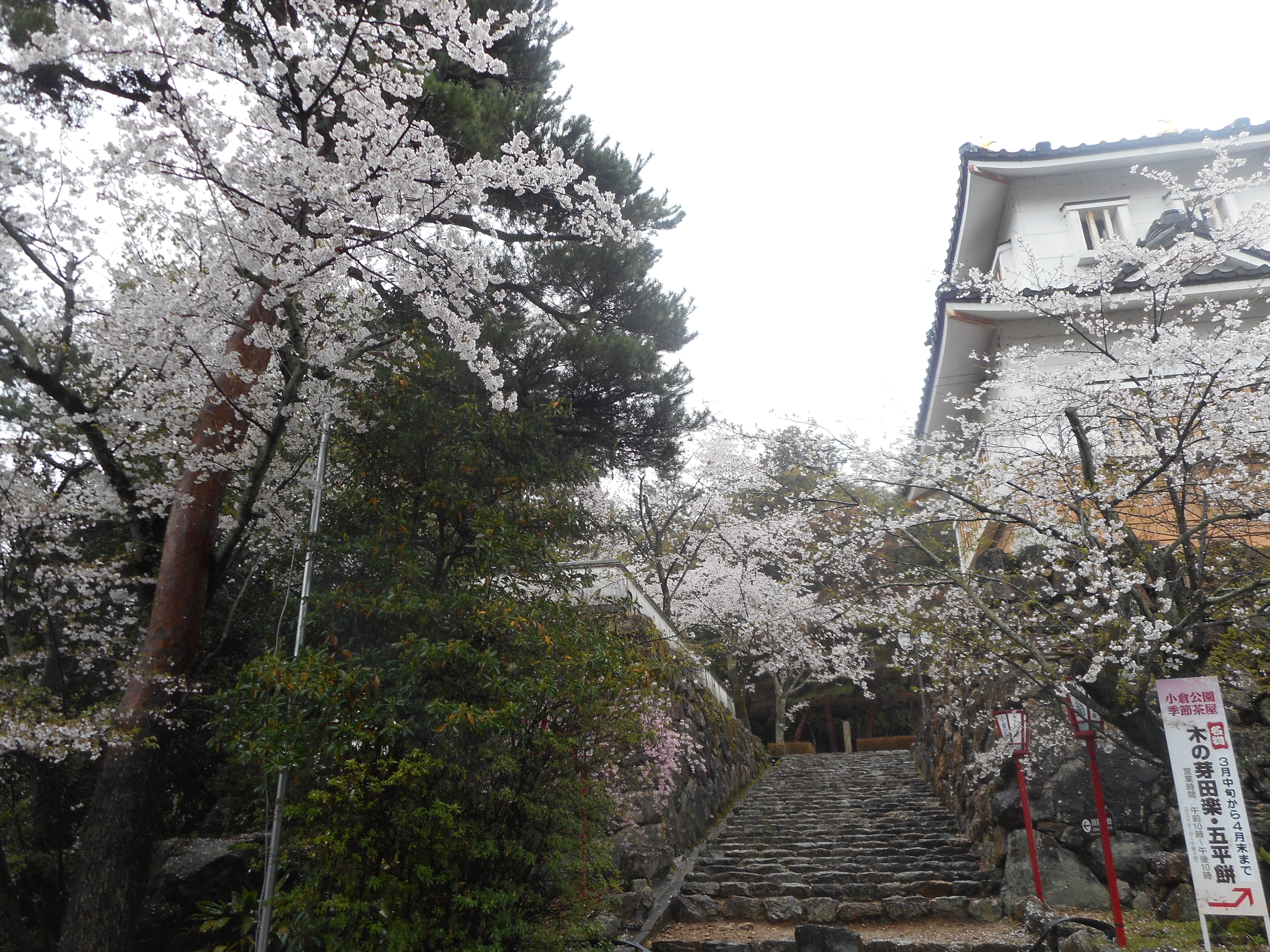
9.小倉公園の桜
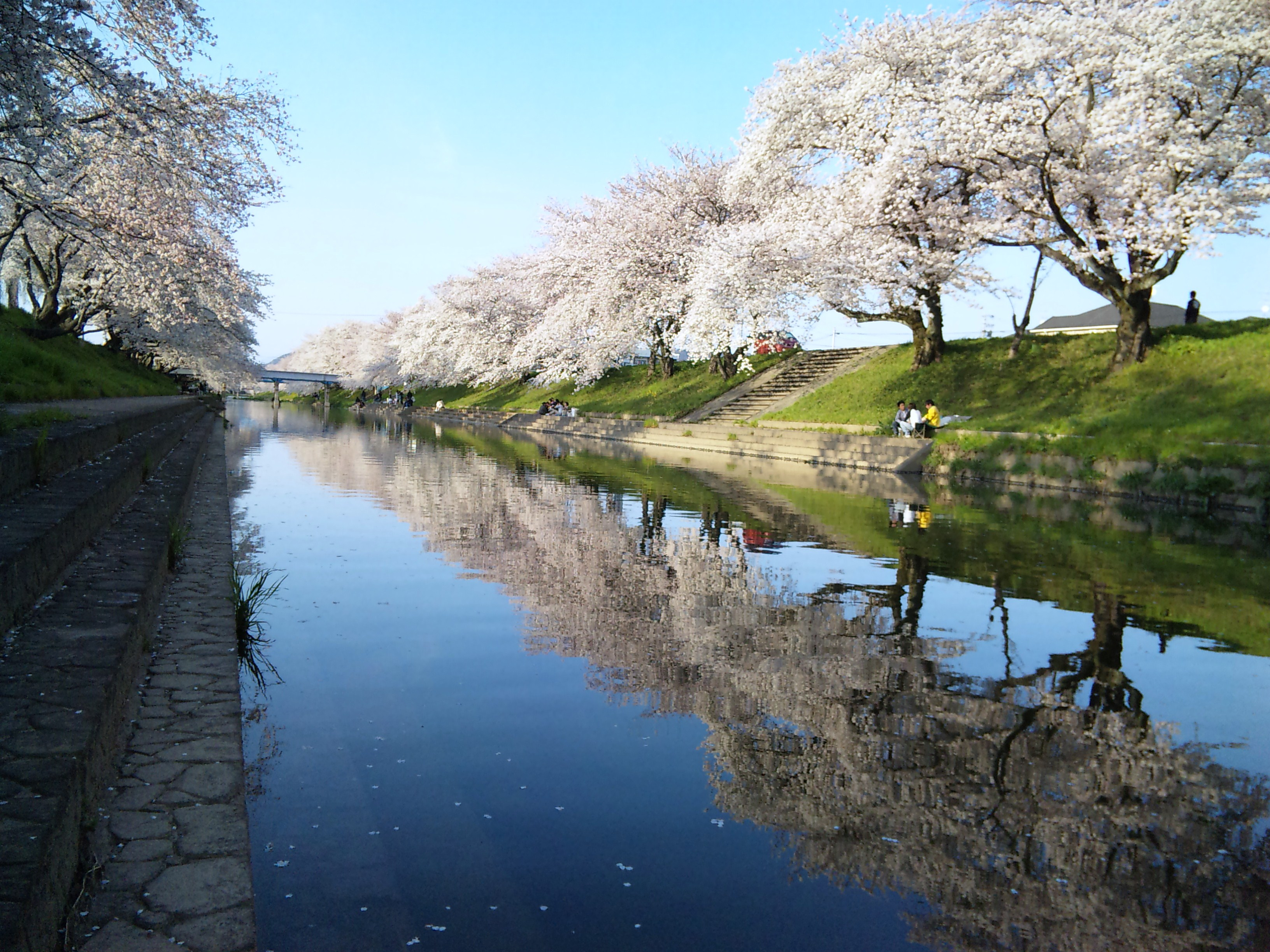
10.百十郎桜
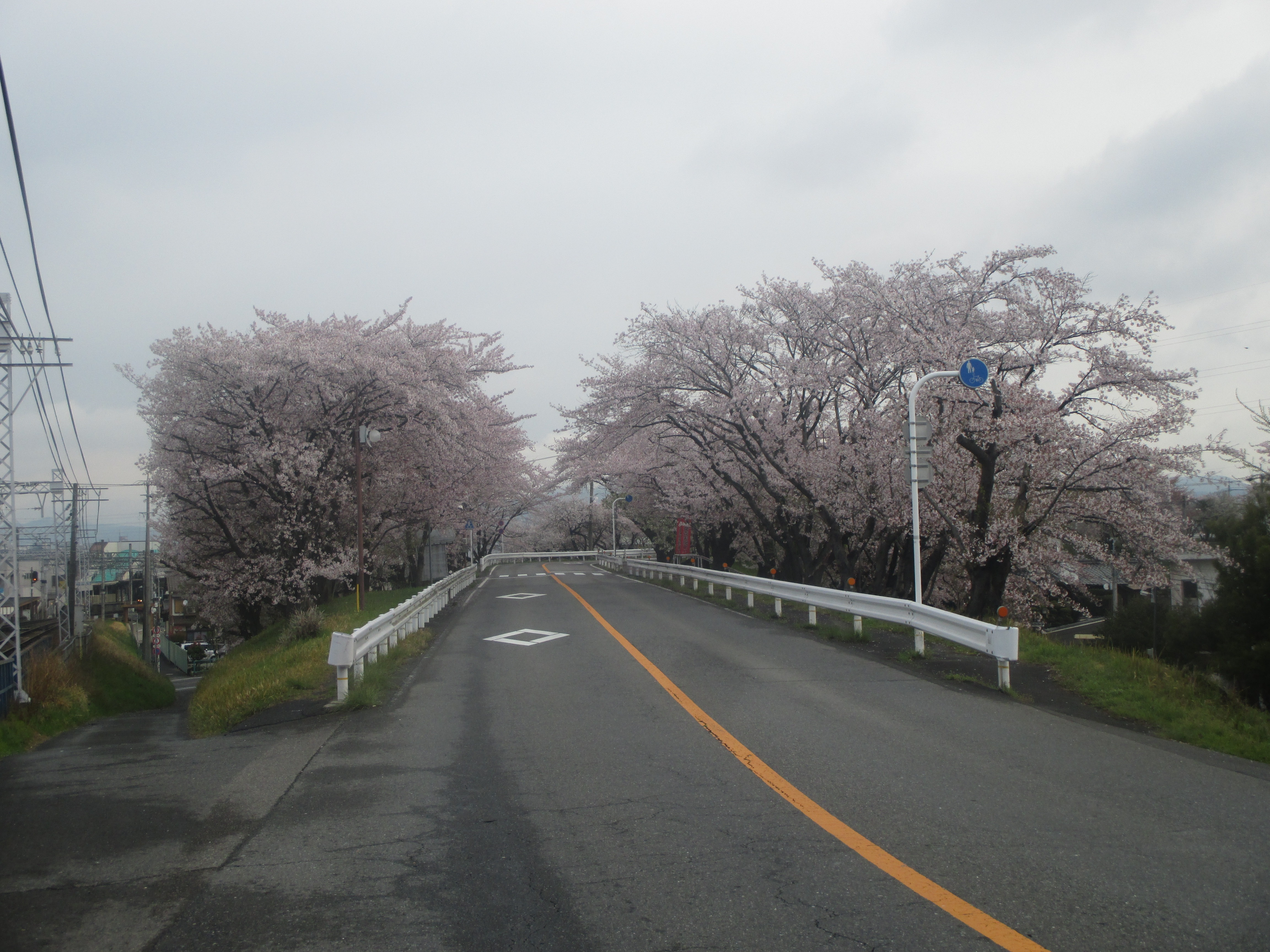
11.奈良津堤の桜
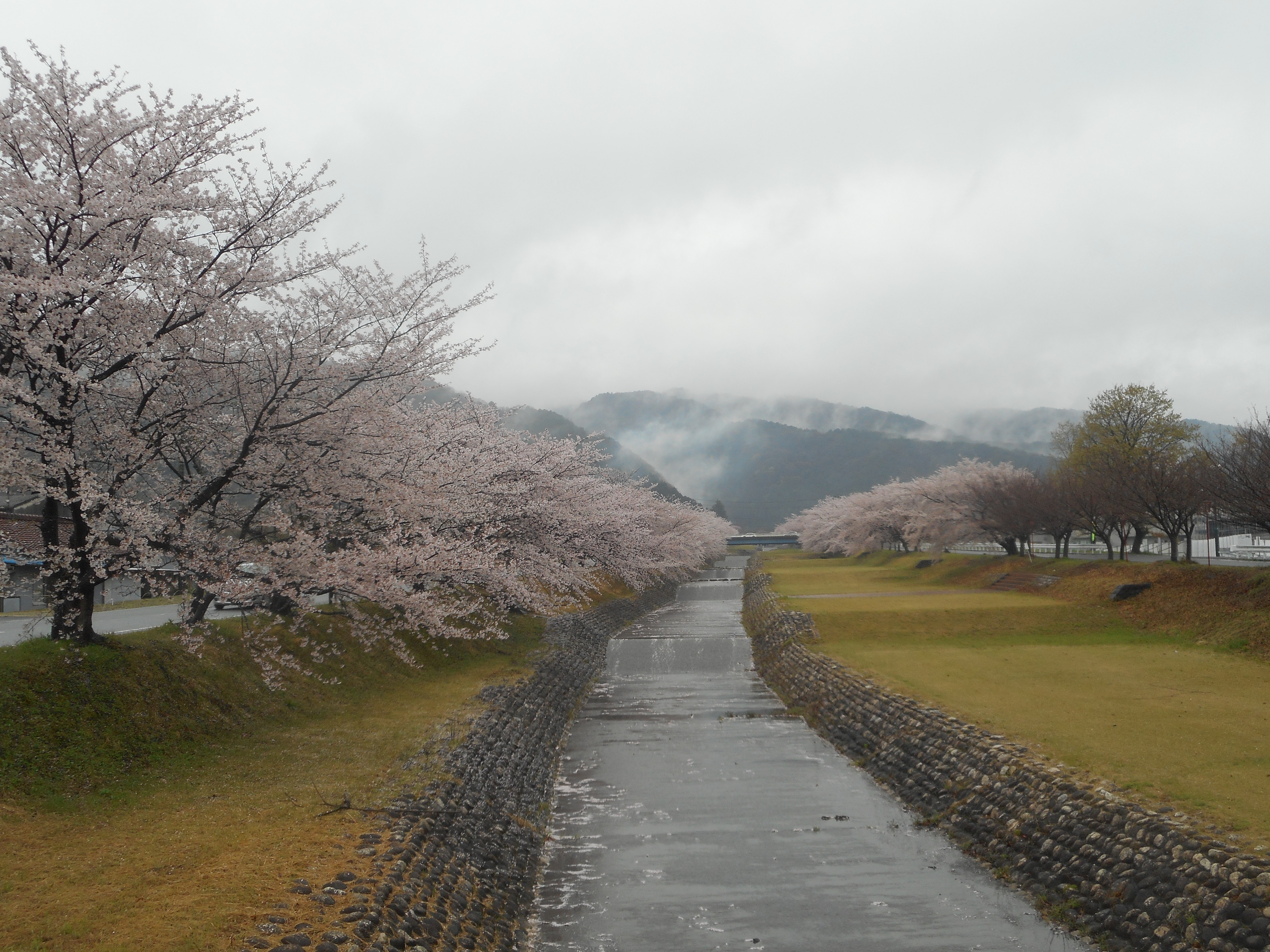
12.羽根谷だんだん公園
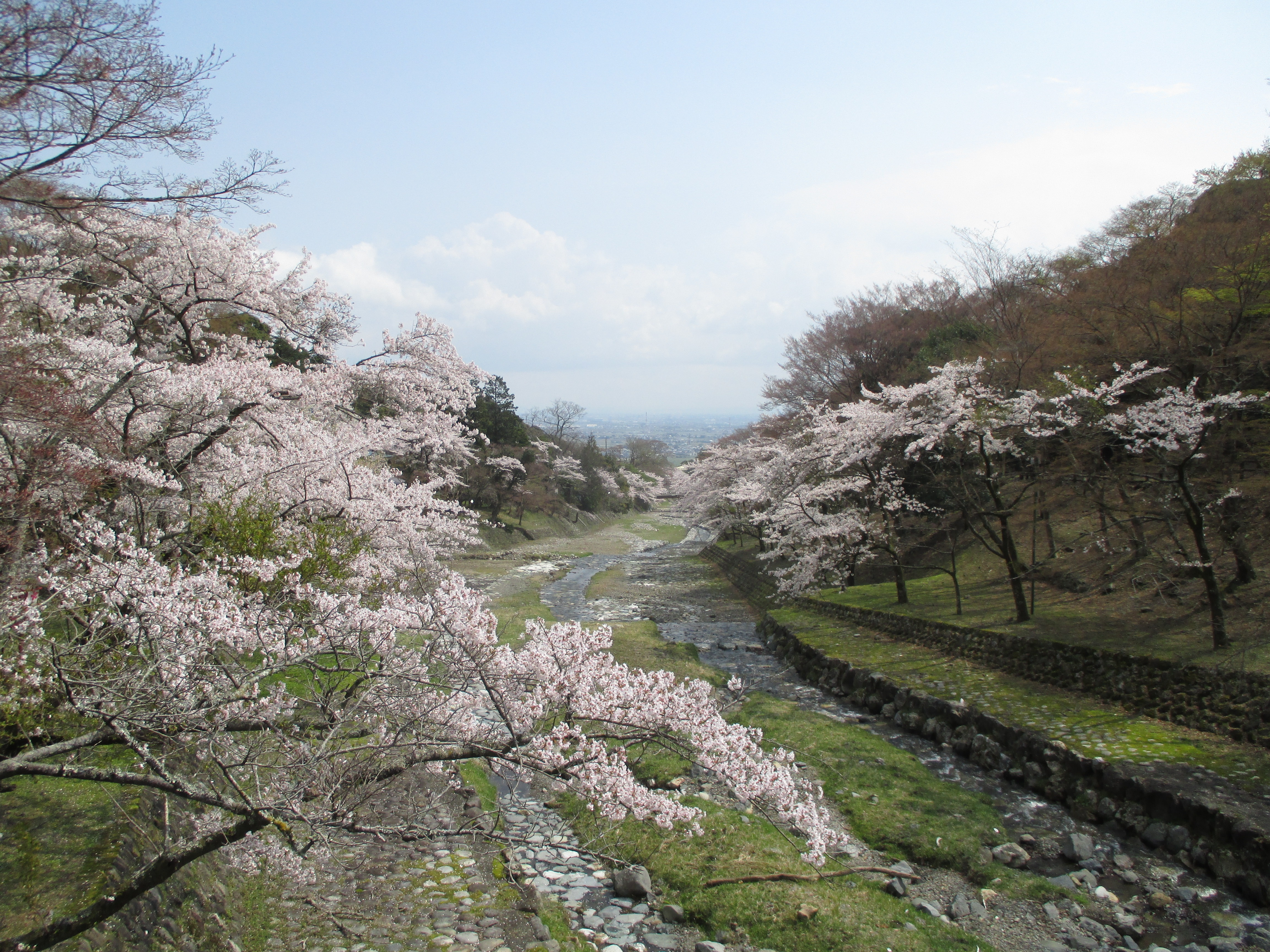
13.養老公園
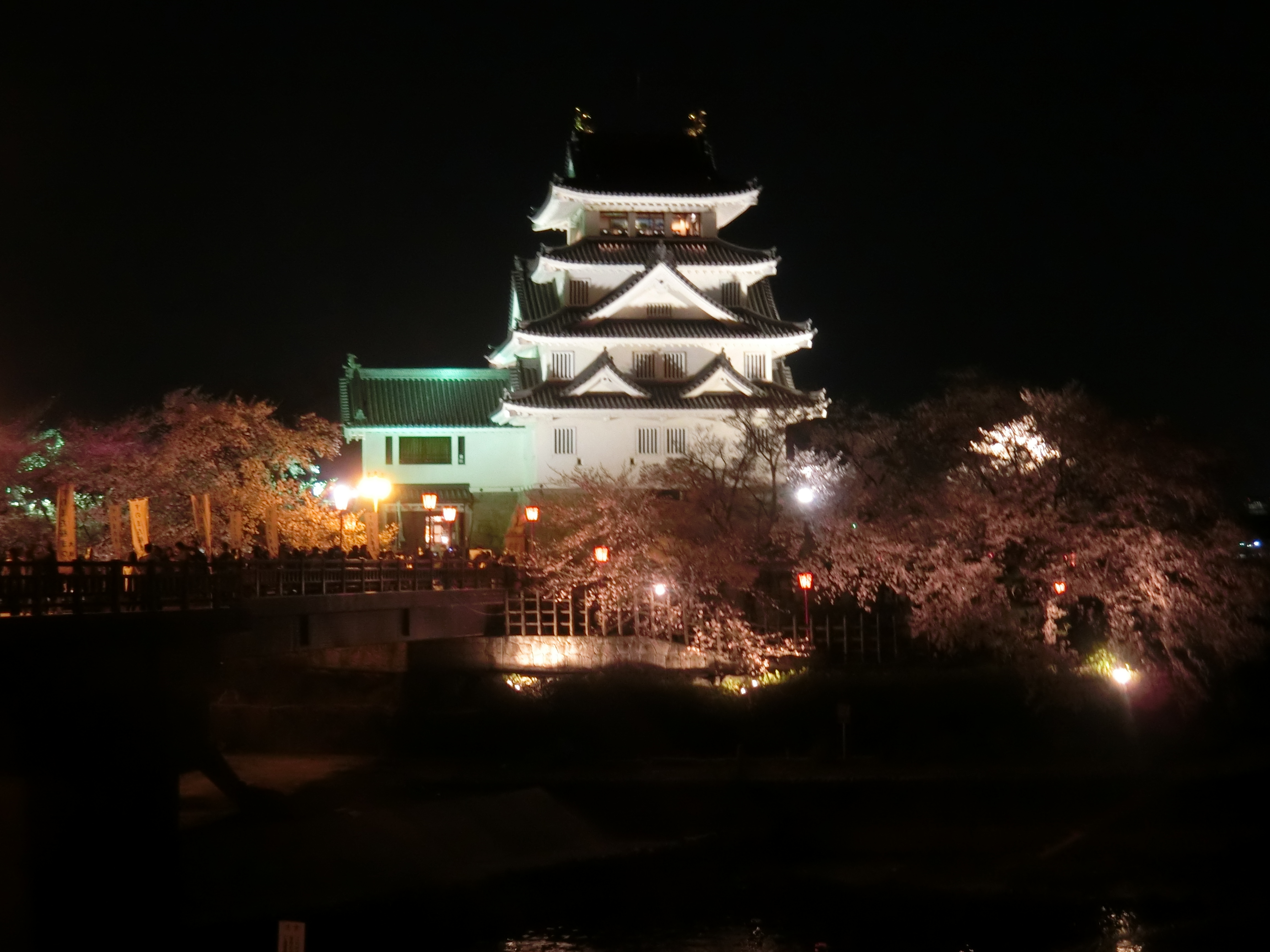
14.墨俣一夜城
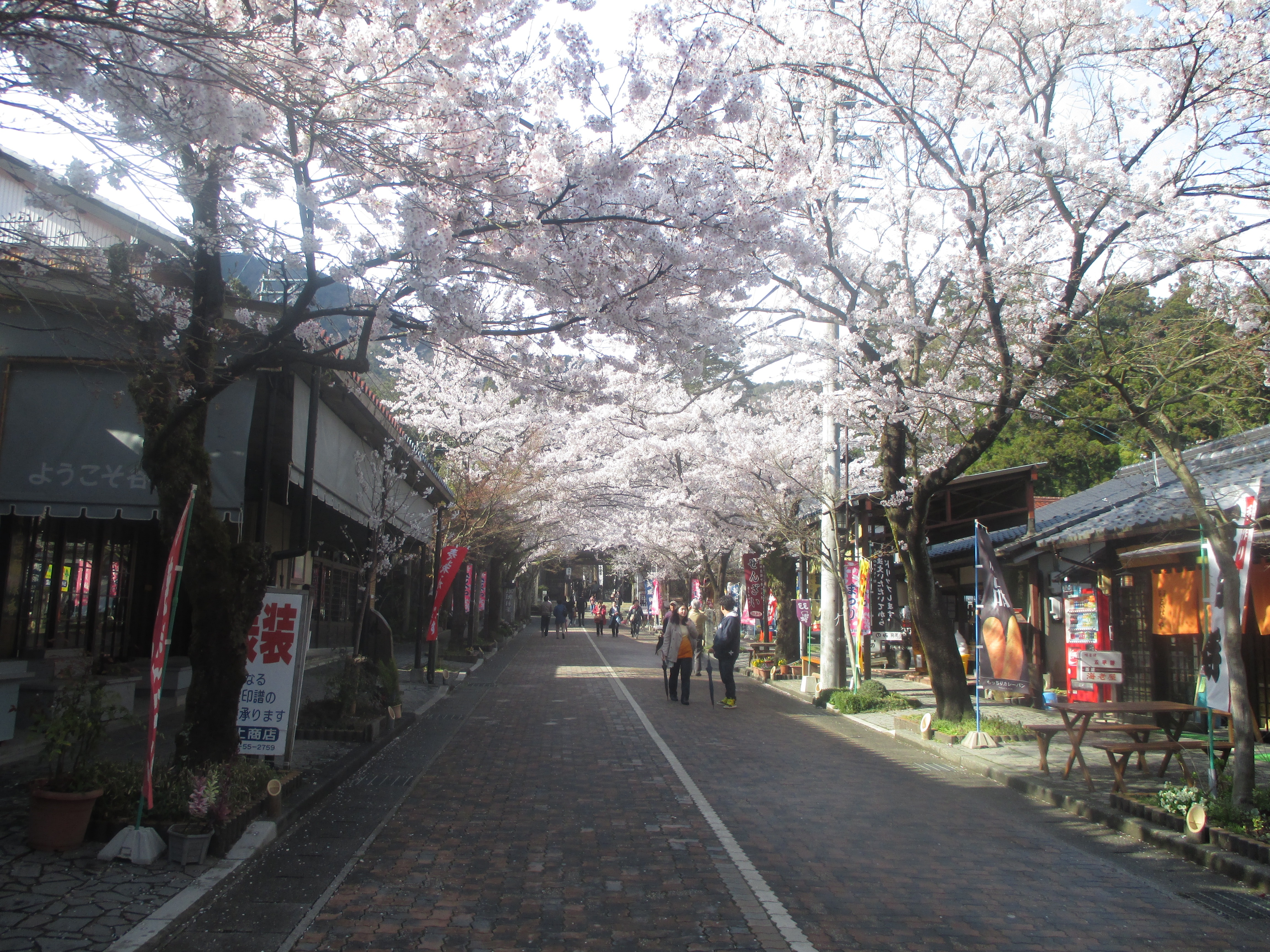
15.谷汲山華厳寺
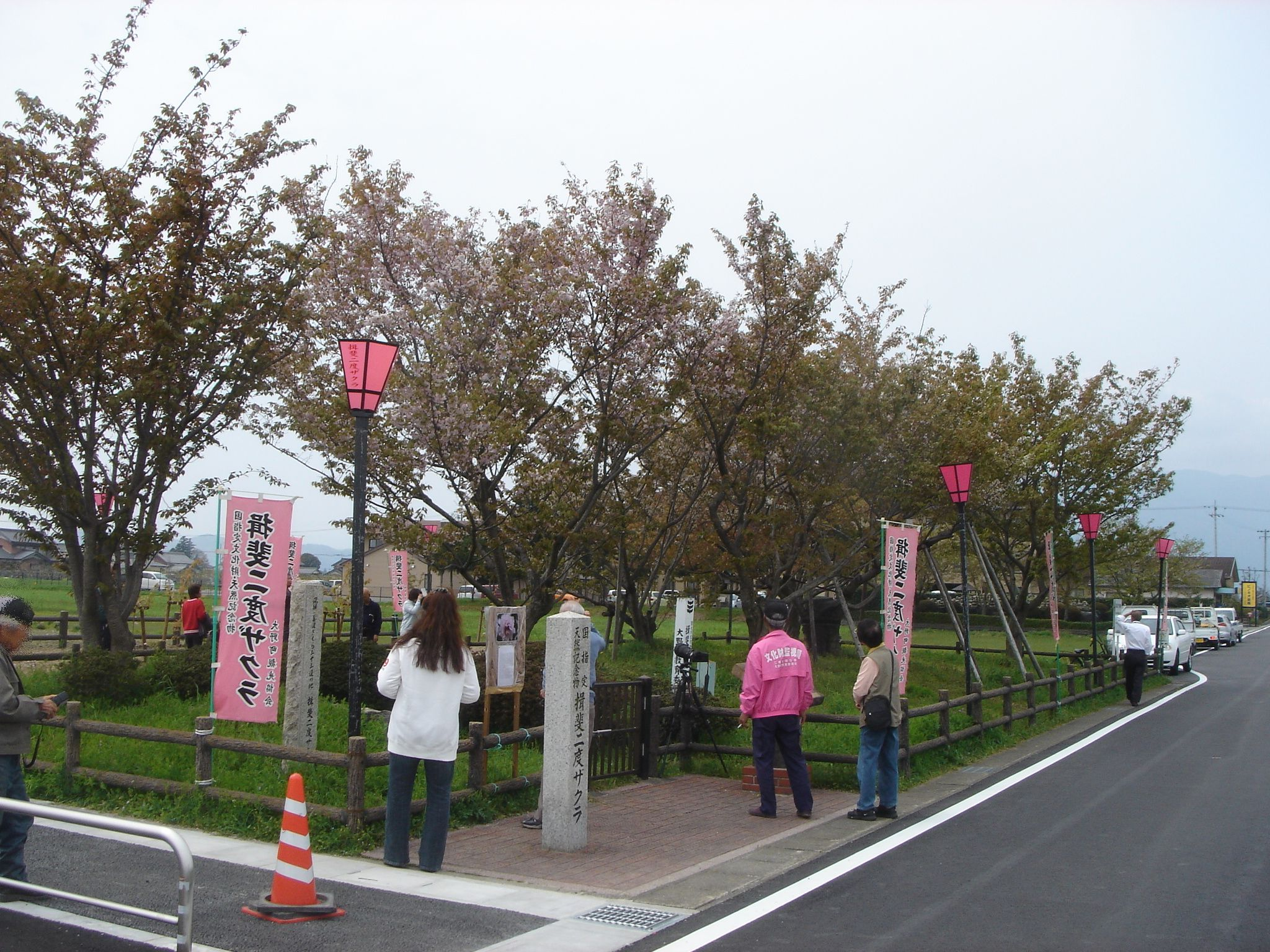
16.揖斐二度桜
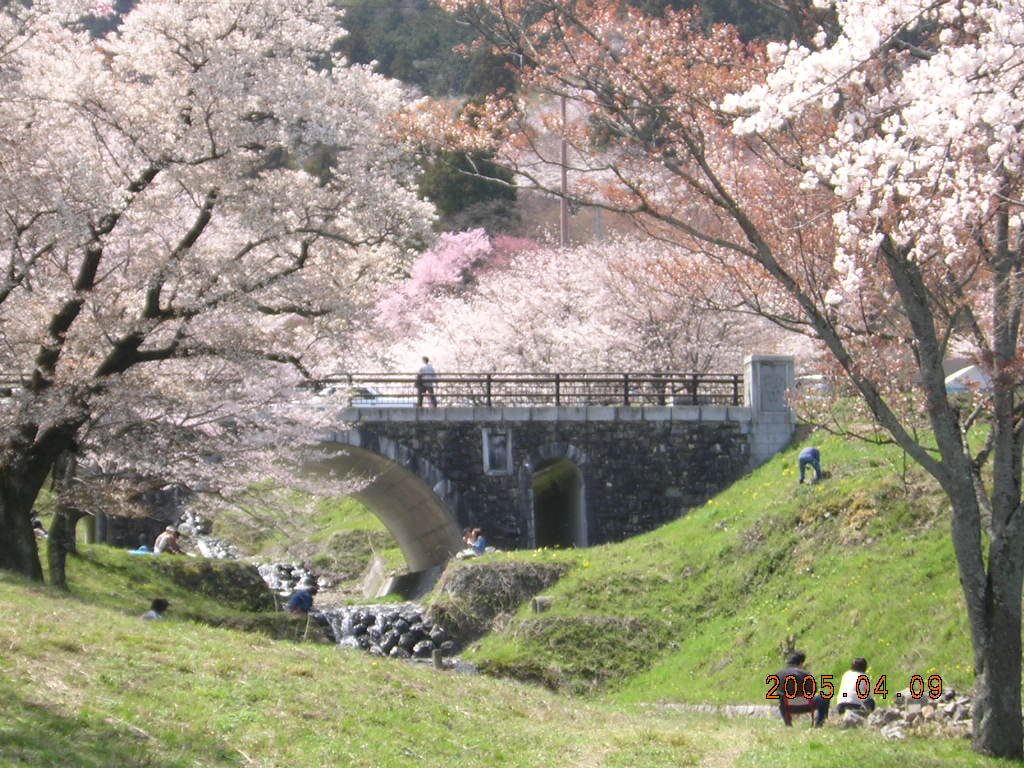
17.霞間ヶ渓
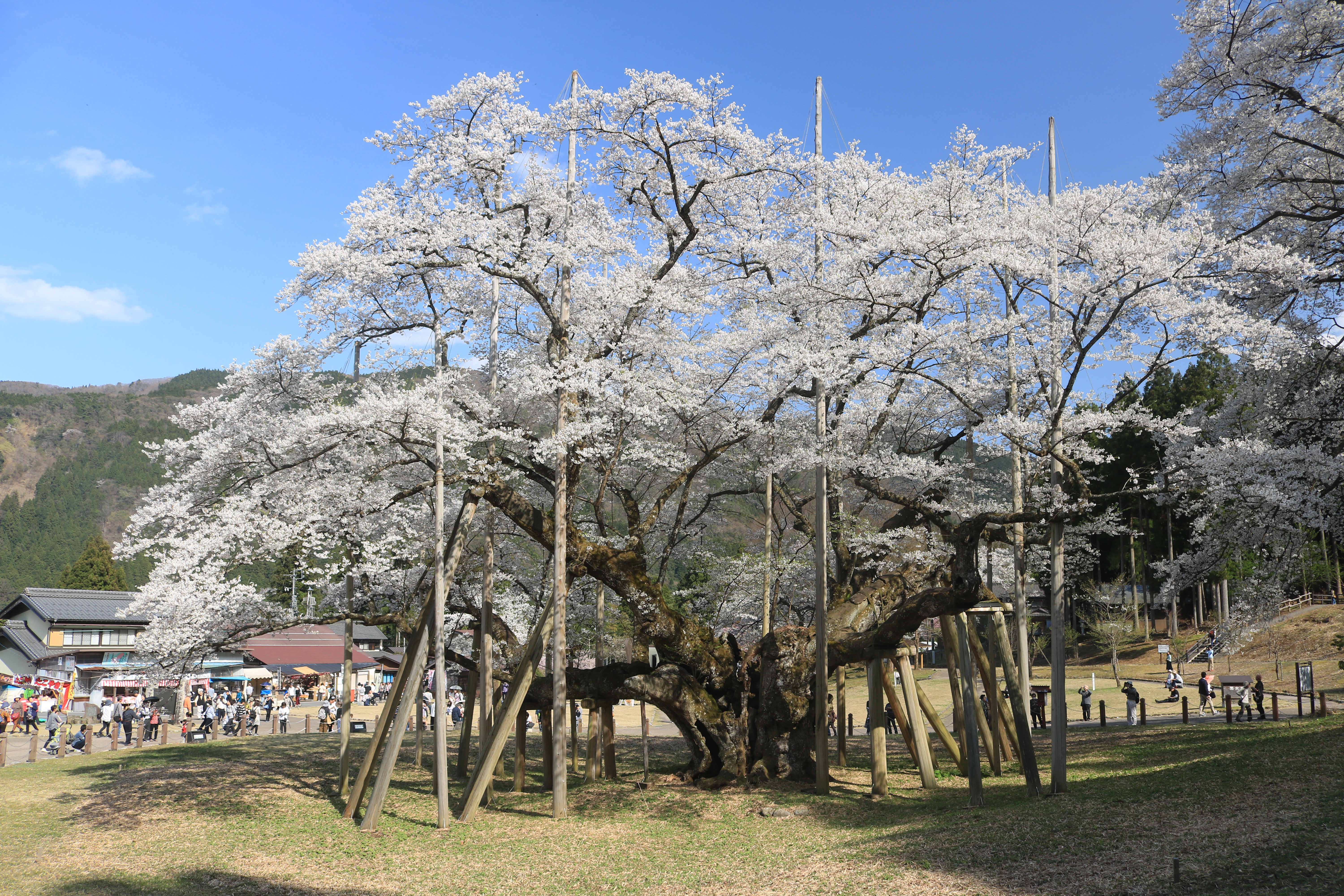
18.淡墨桜
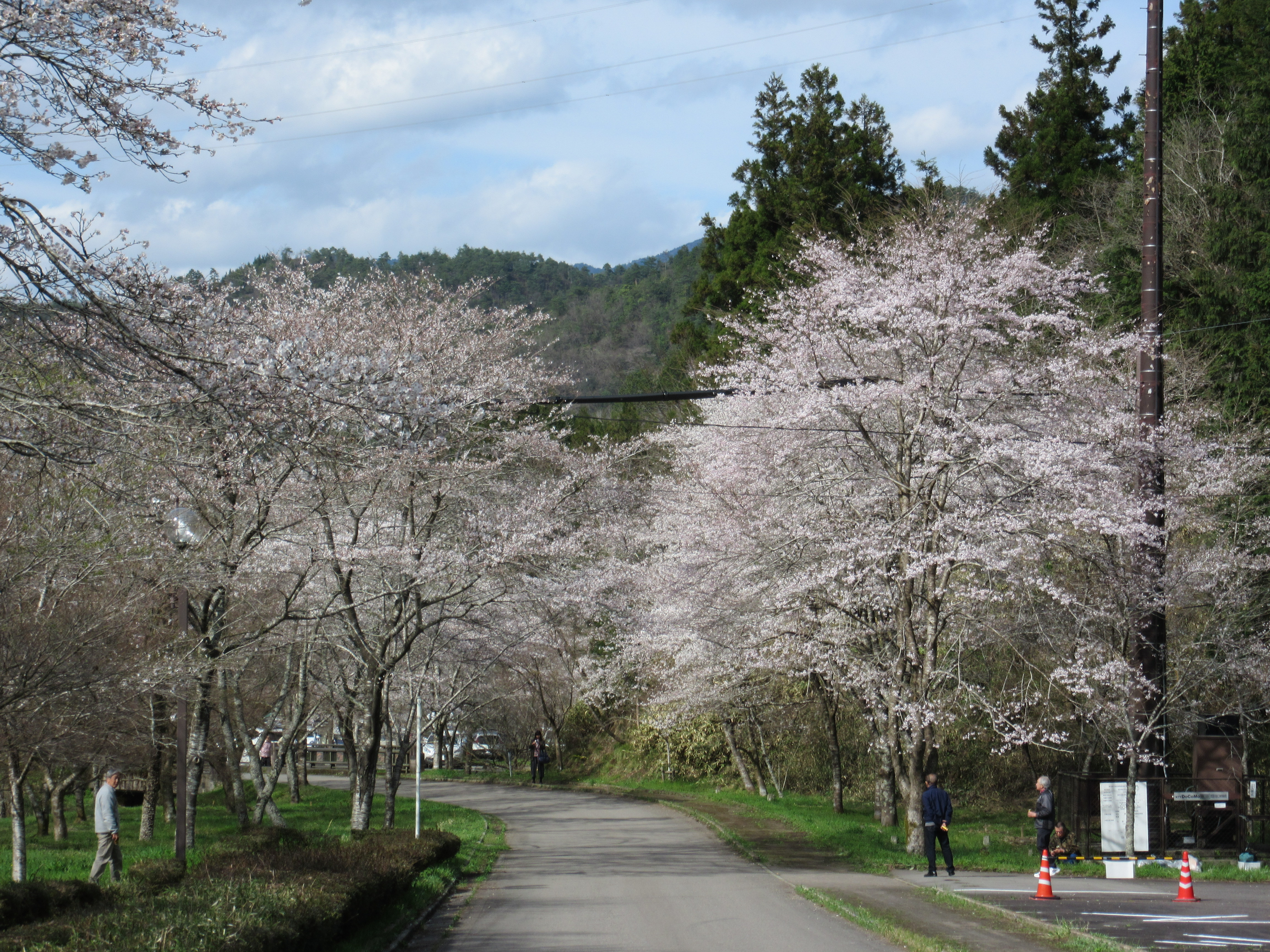
19.寺尾ヶ原千本桜公園
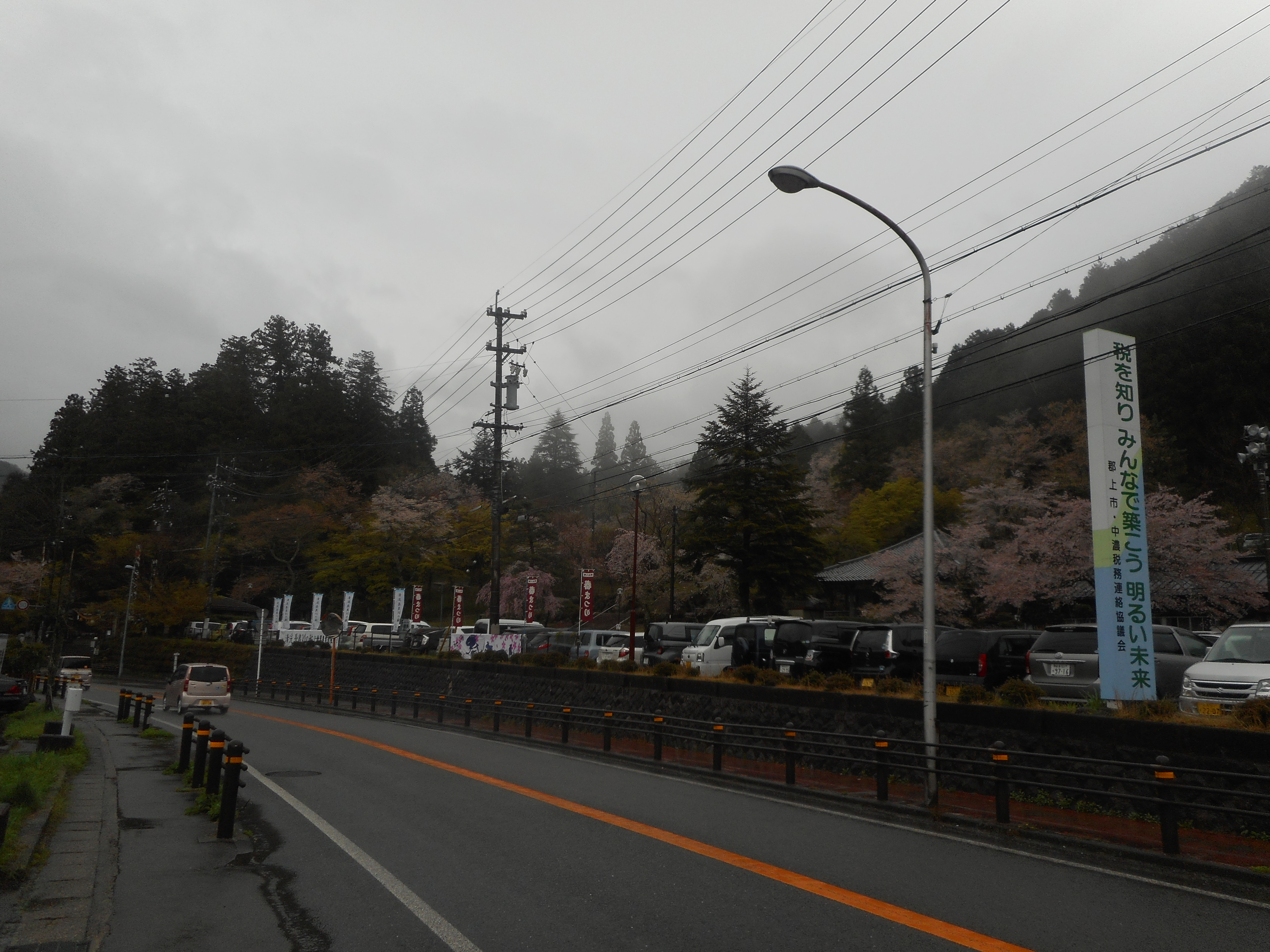
20.愛宕公園
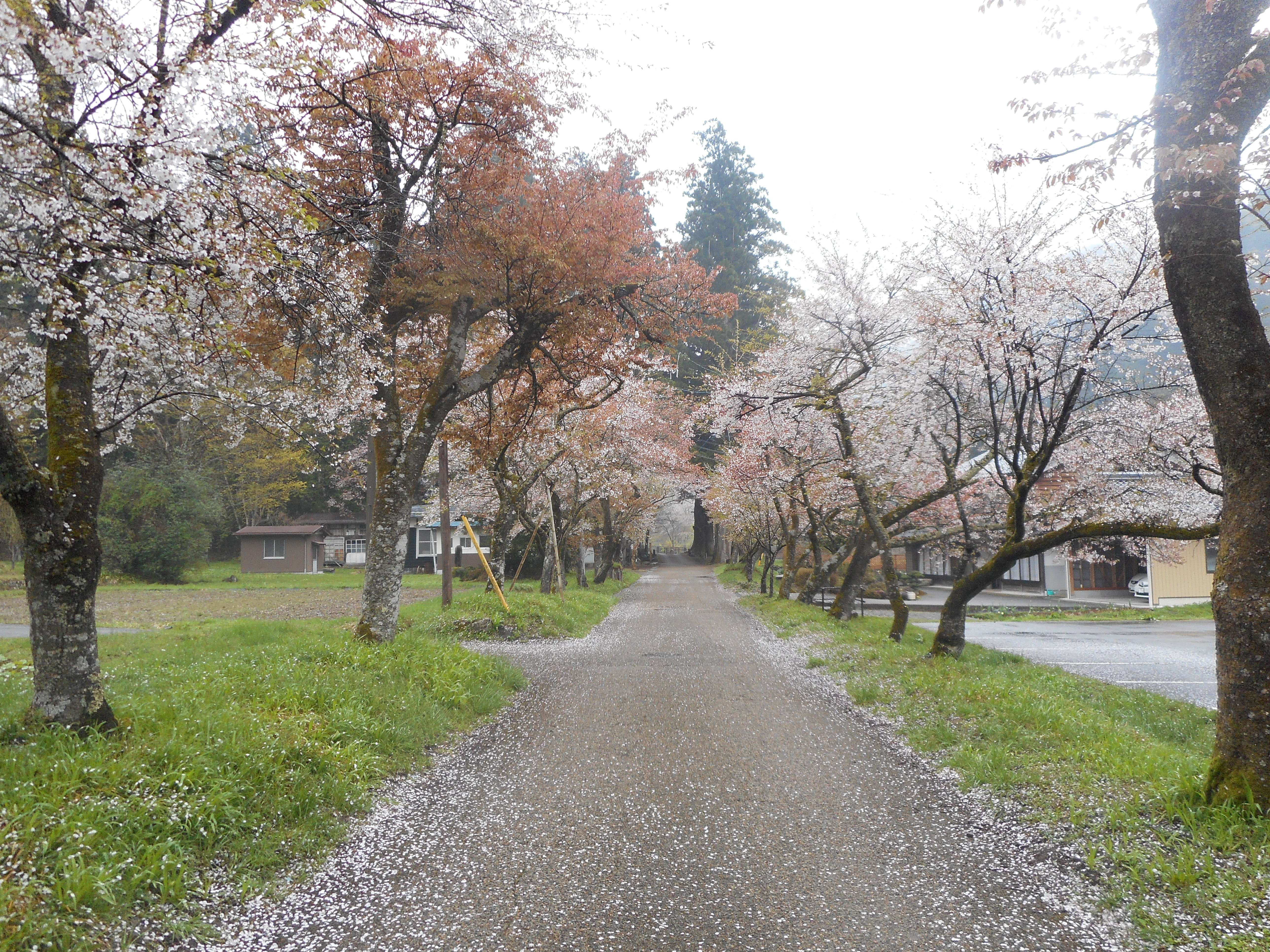
21.妙建神社
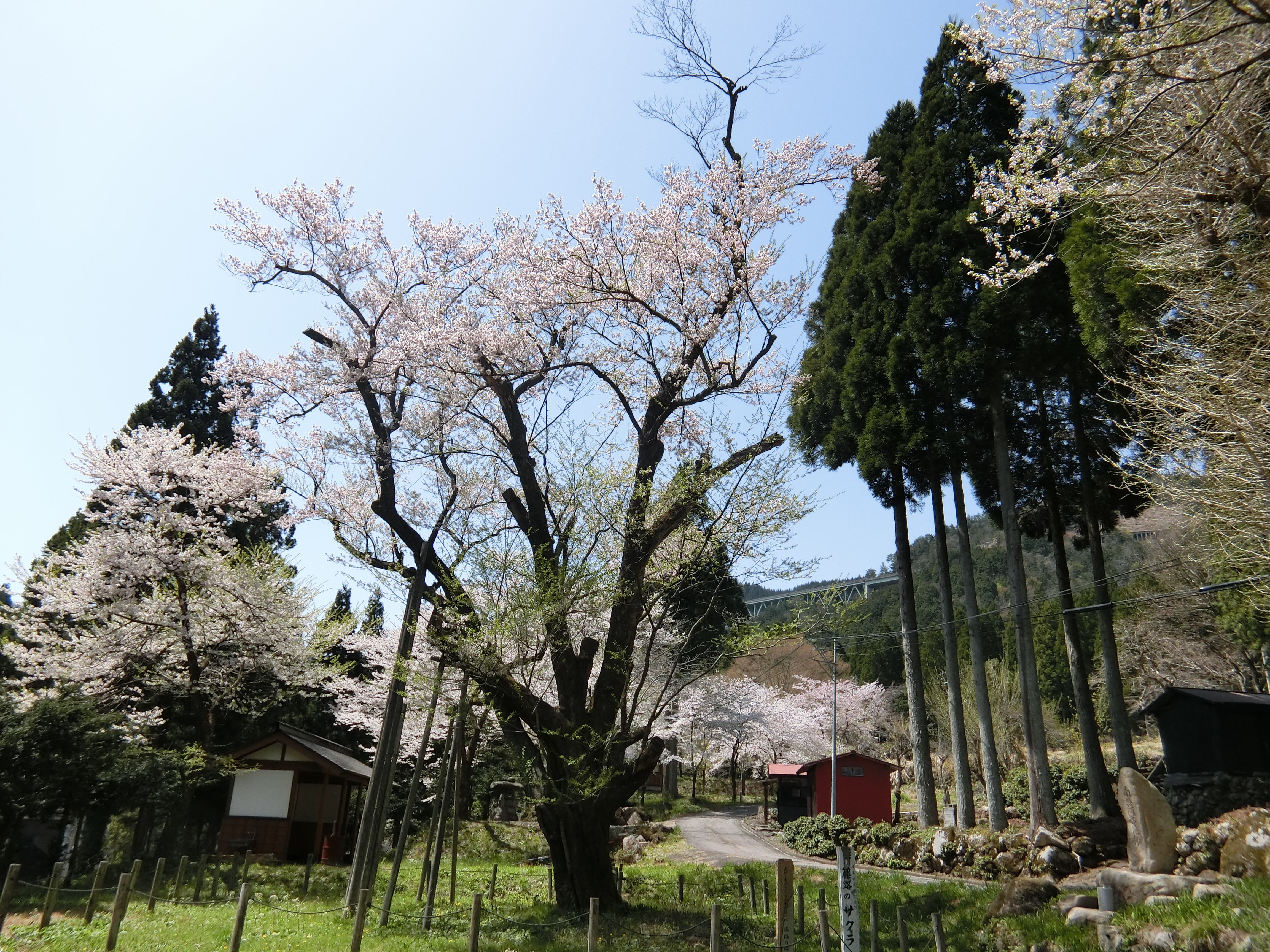
22.藤路の桜
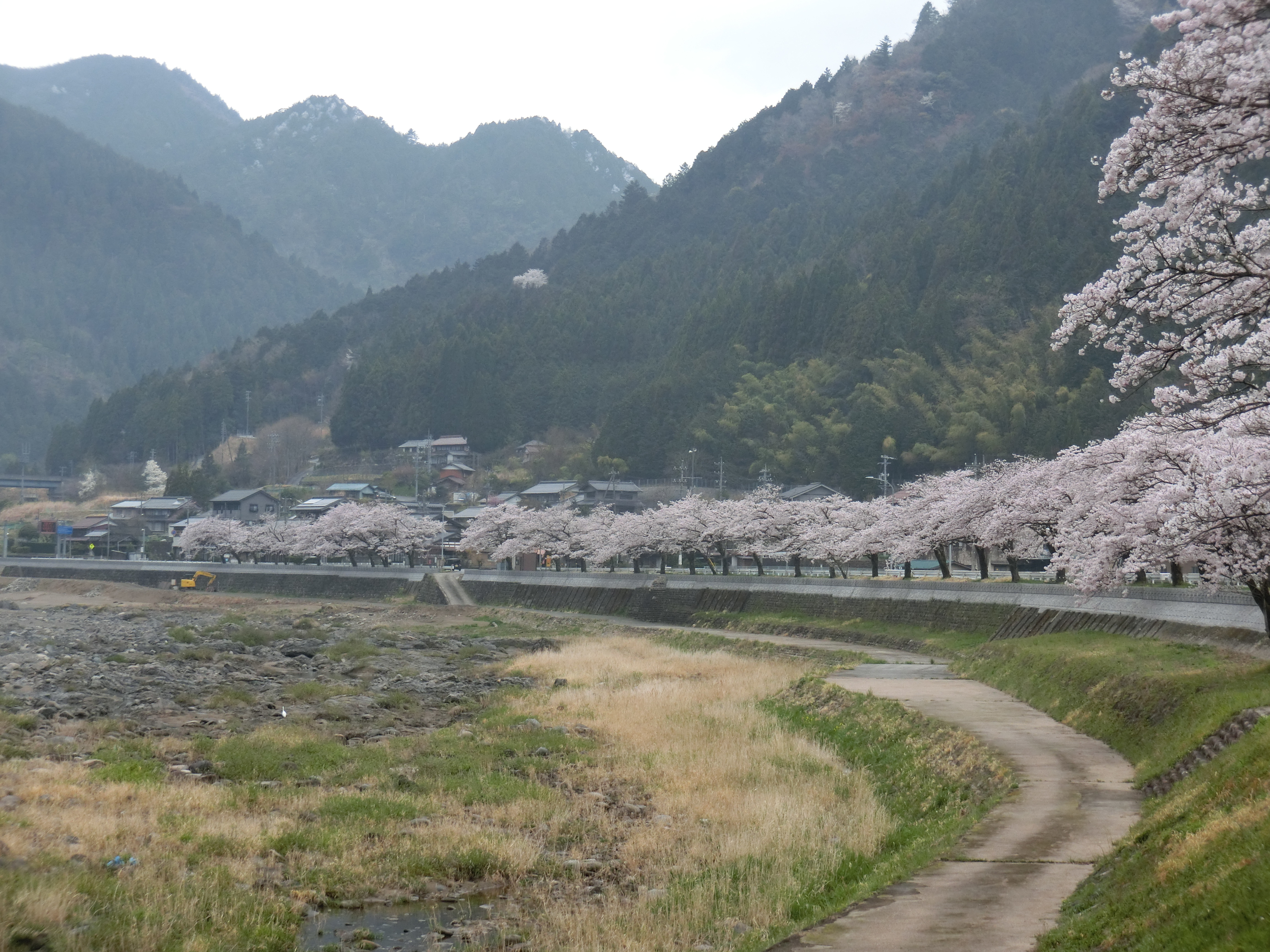
23.国道156号線沿いの桜
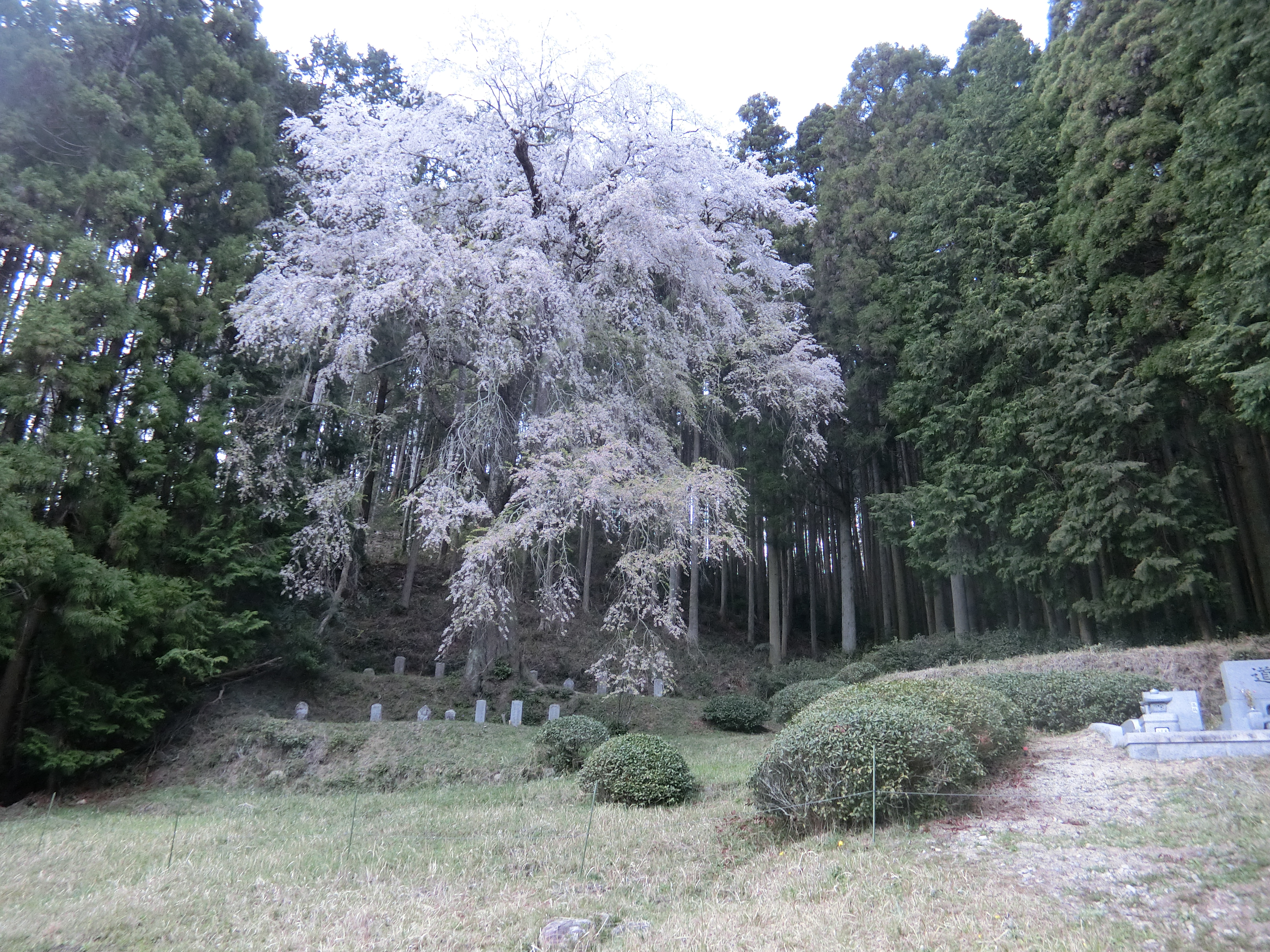
24.ひよもの枝垂れ桜
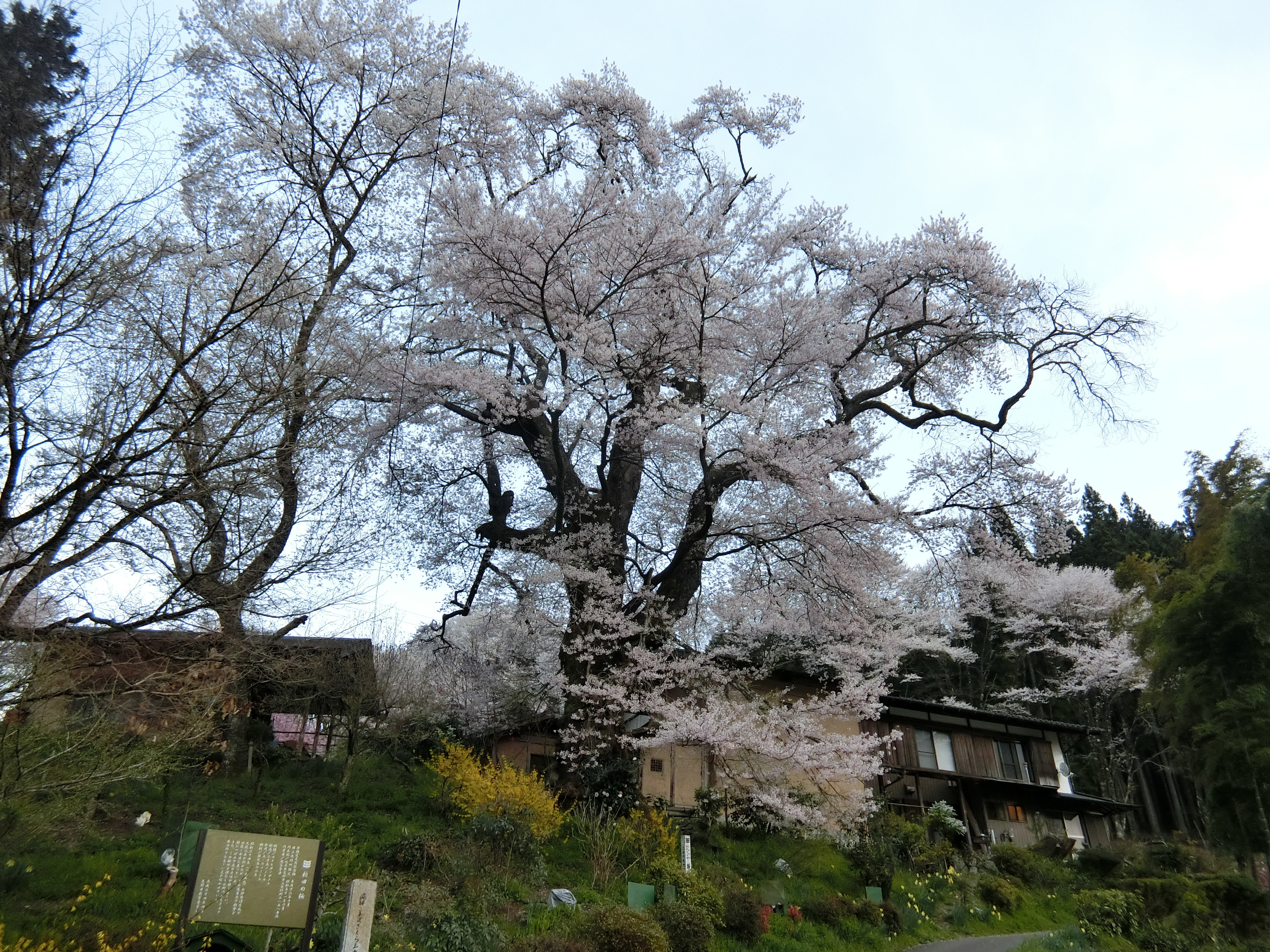
25.新田の桜
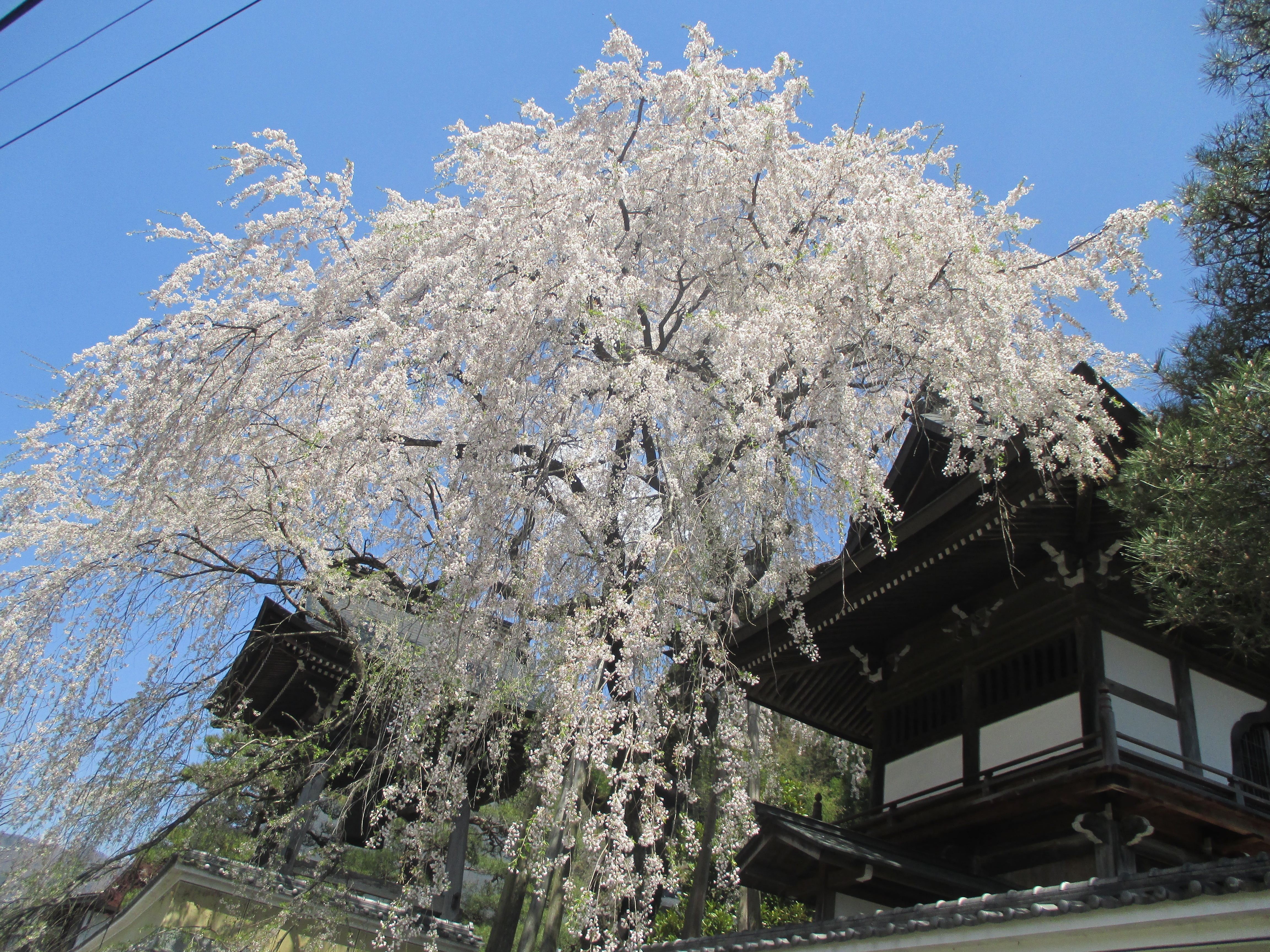
26.浄福寺の枝垂れ桜
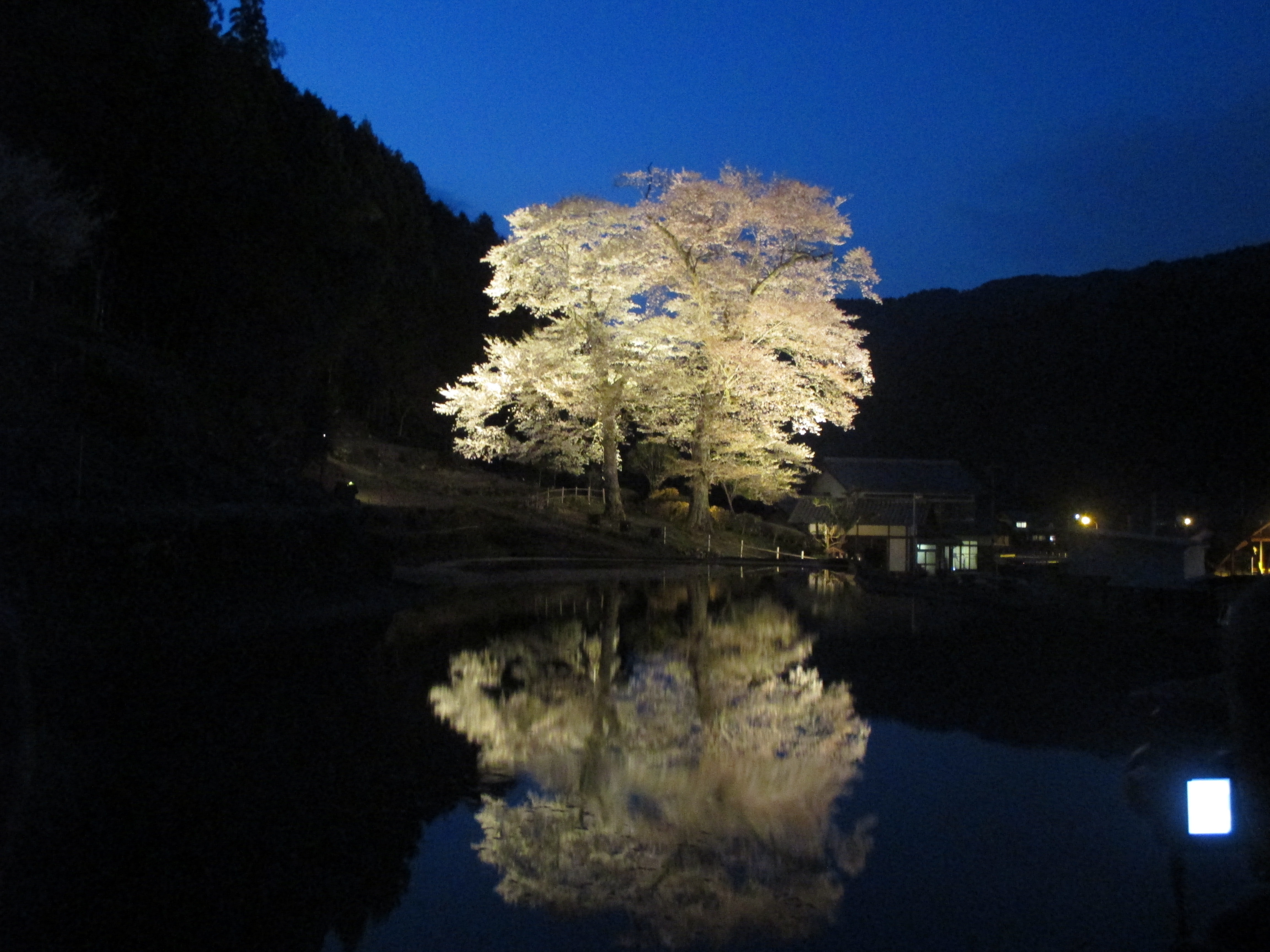
27.苗代桜
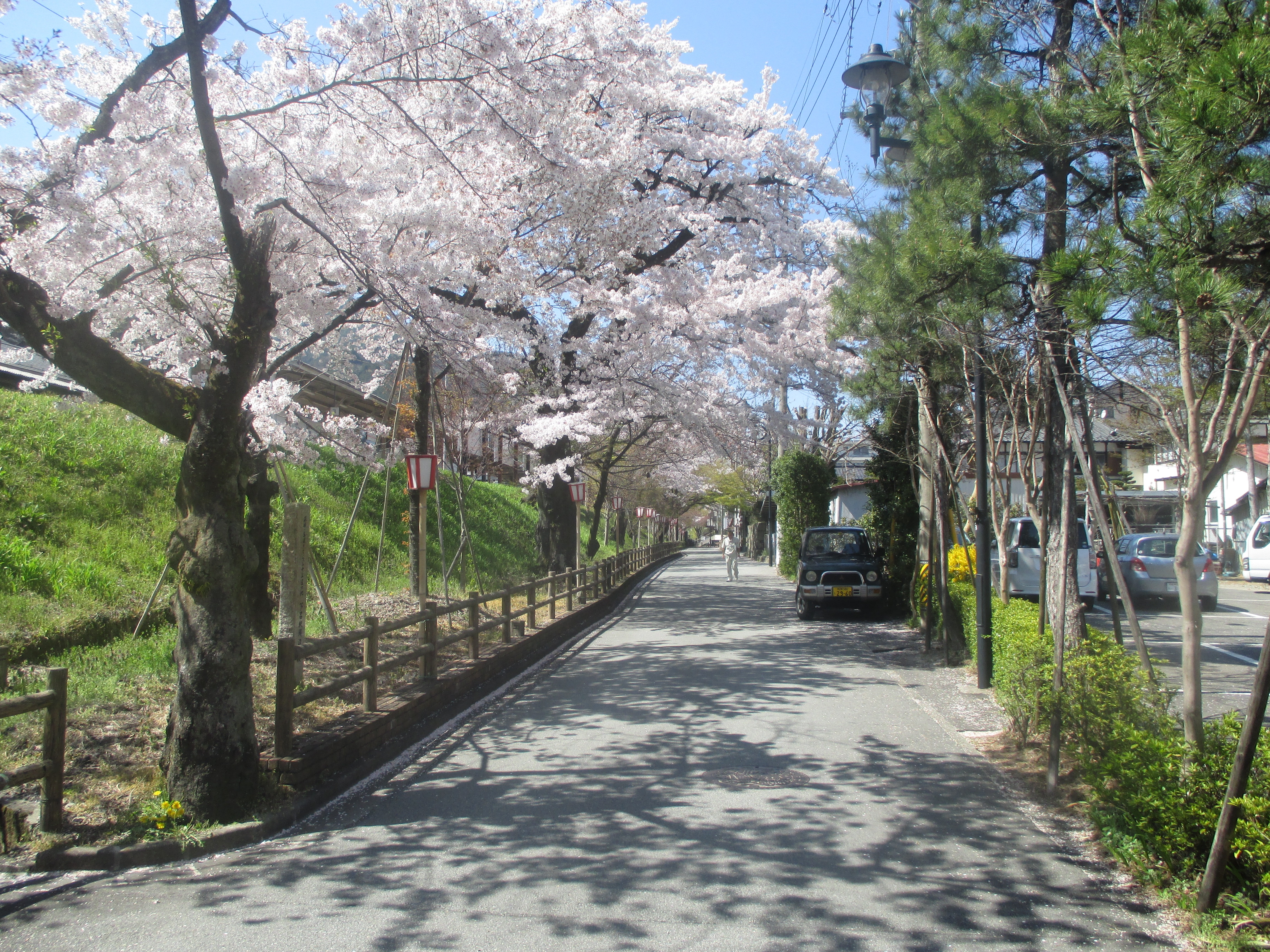
28.下呂駅周辺の桜
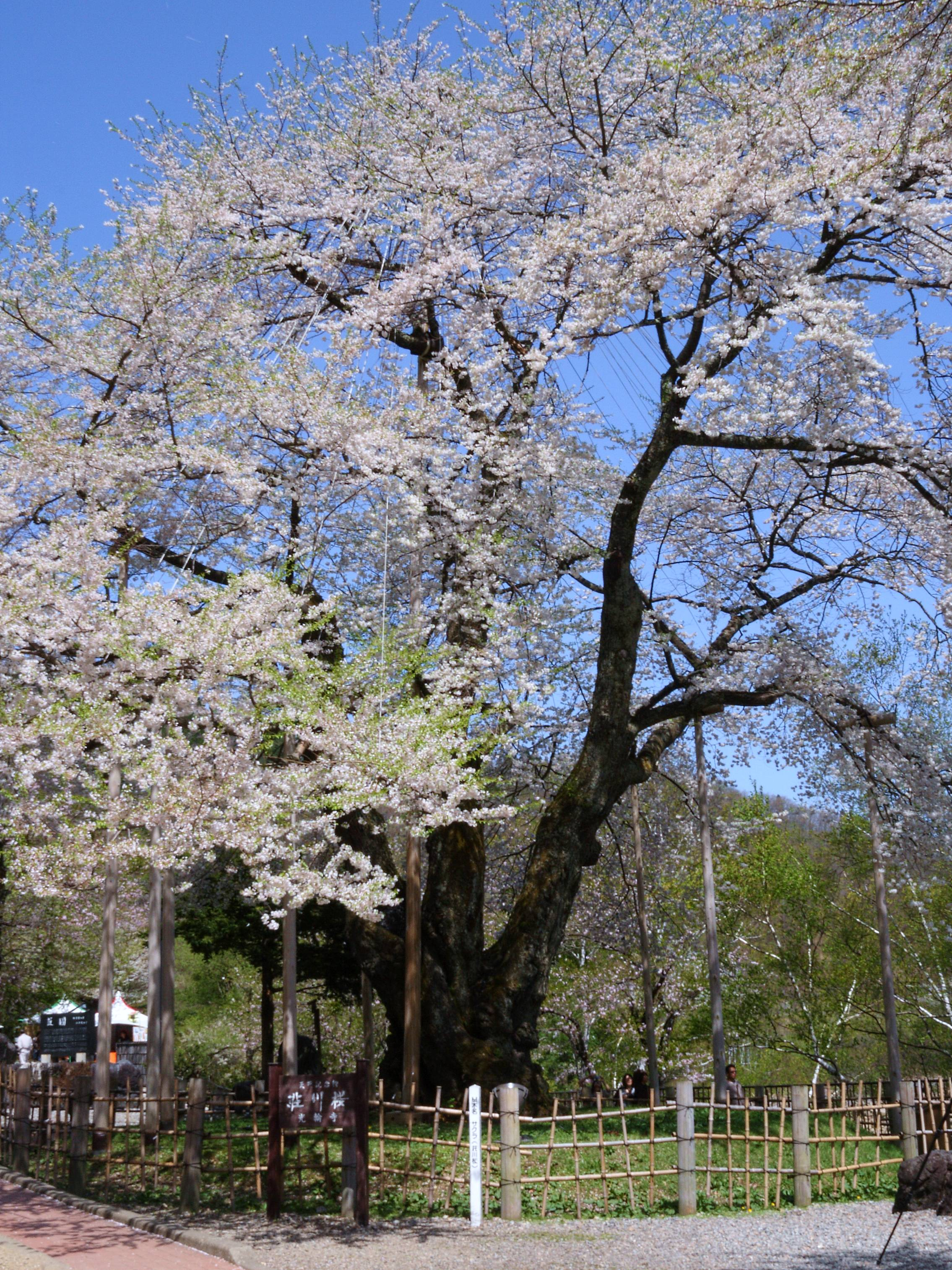
29.荘川桜
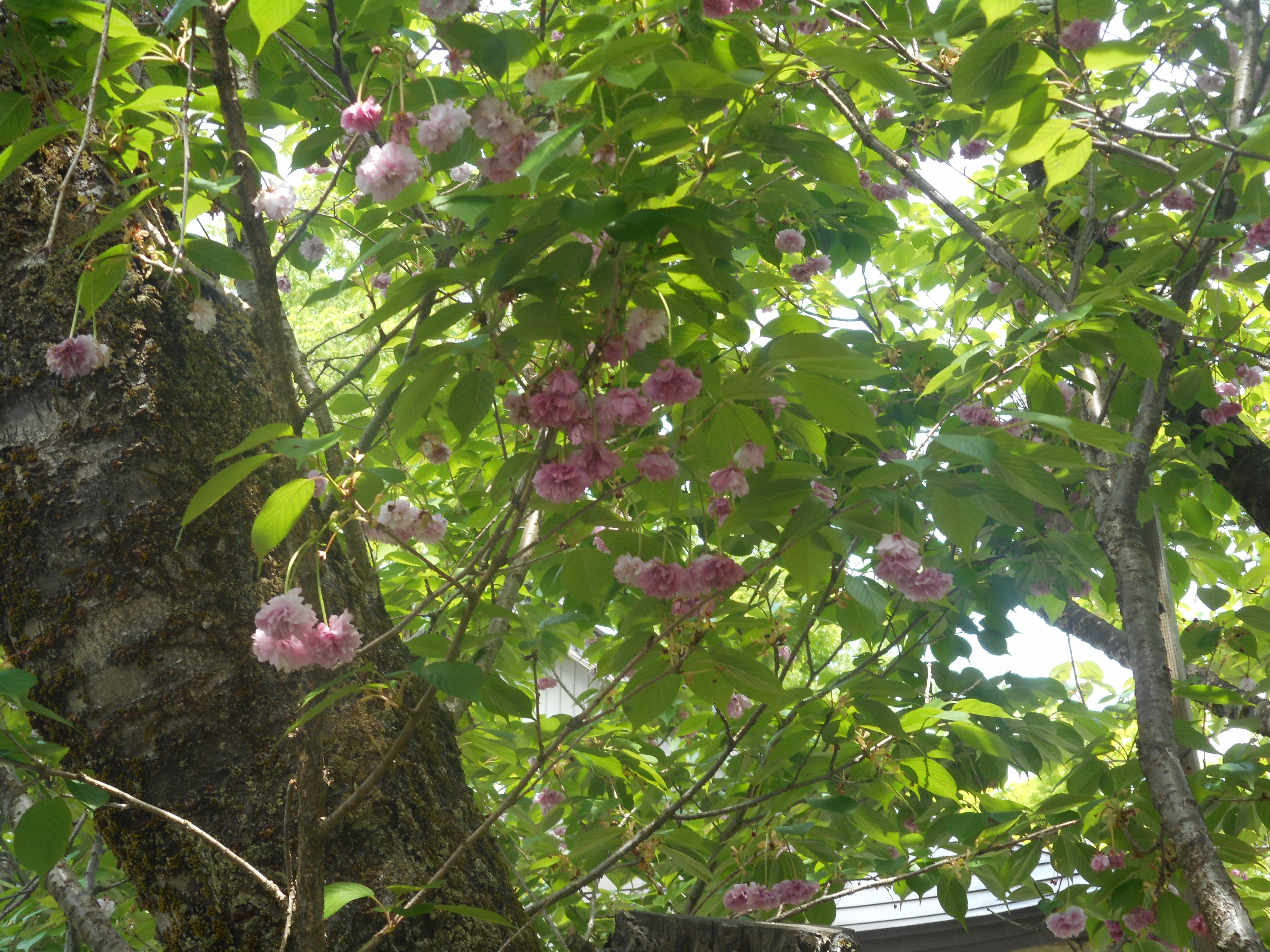
30.オオタザクラ
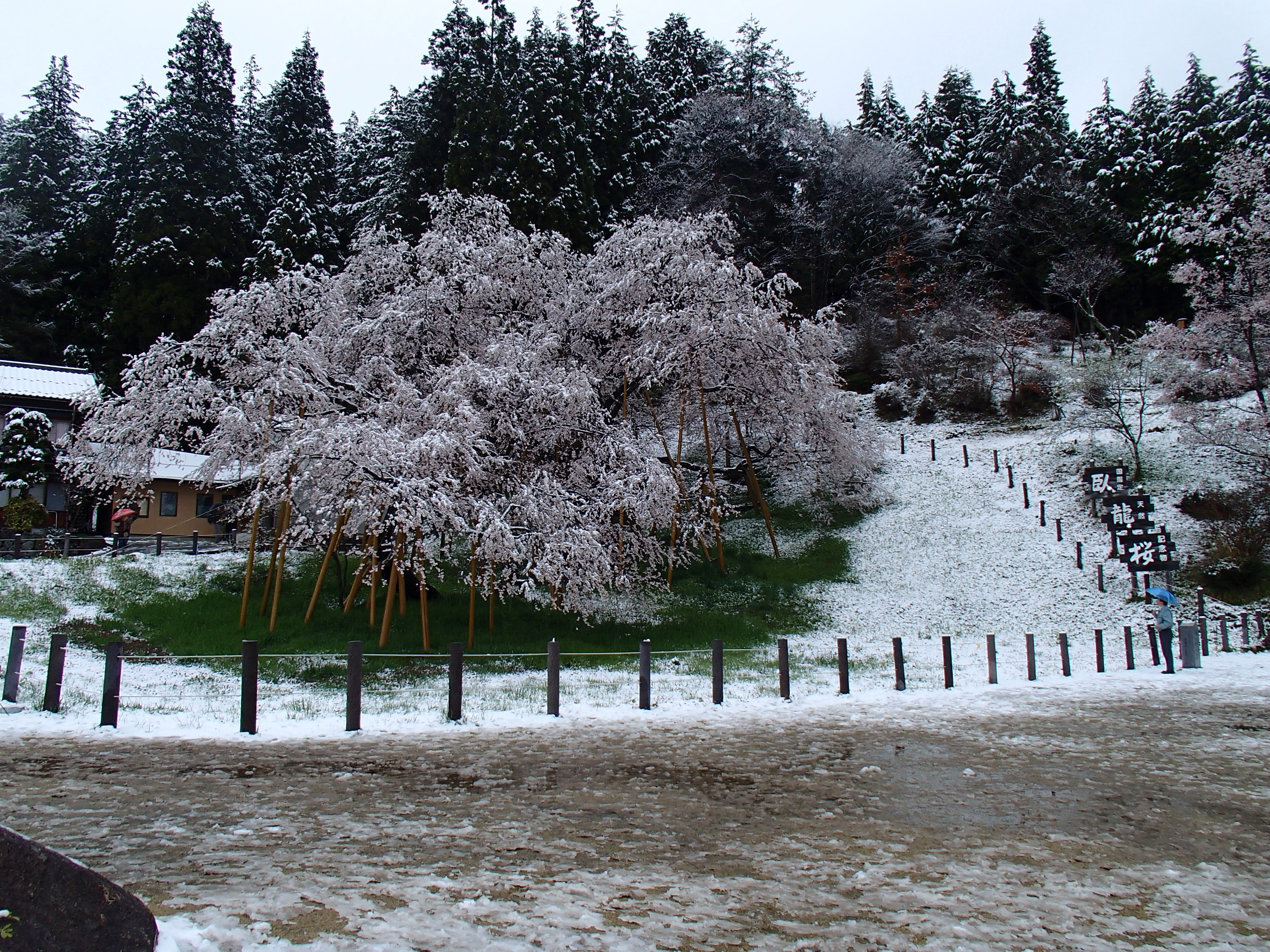
31.臥龍桜
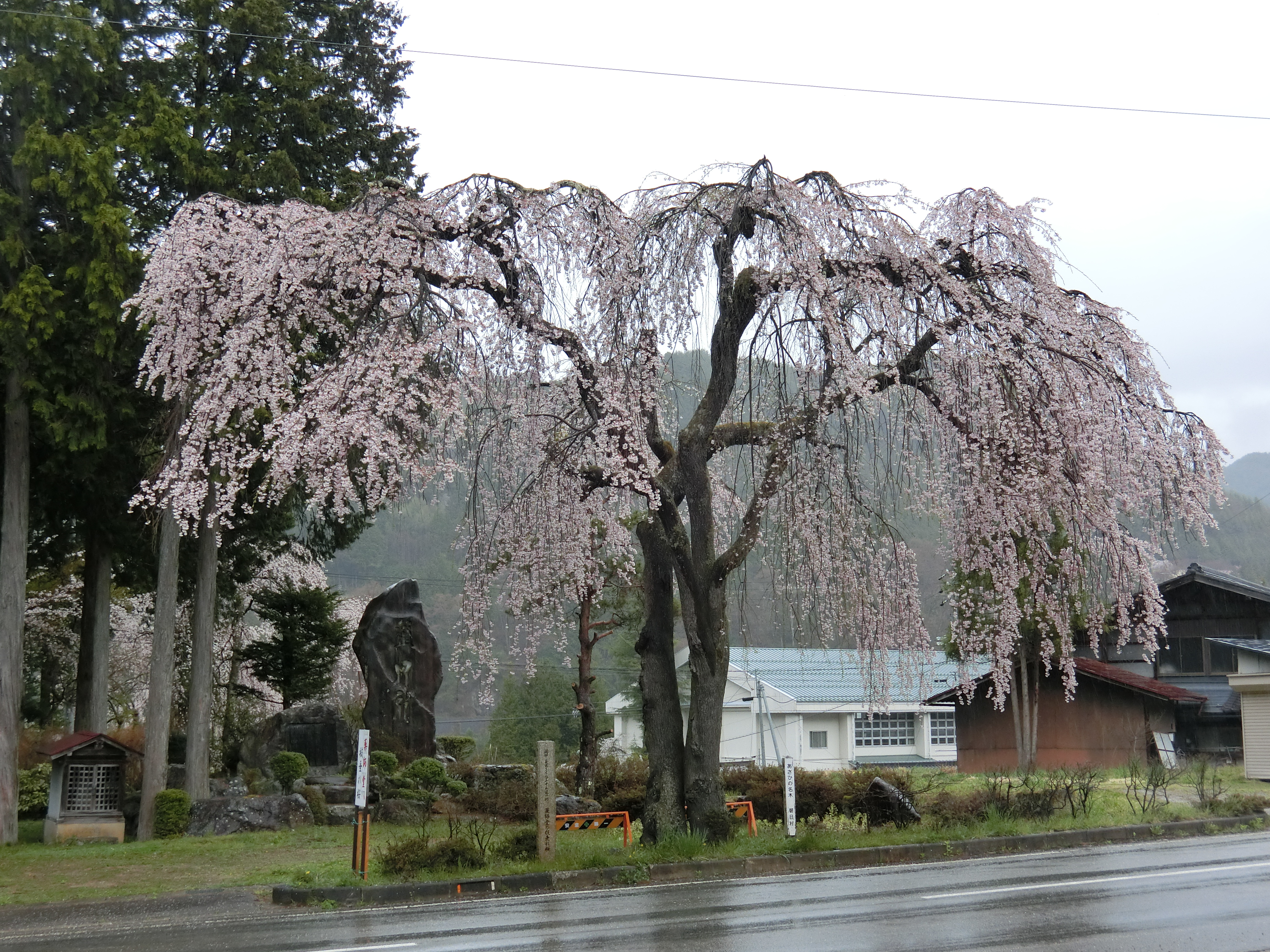
32.薬師堂の枝垂れ桜
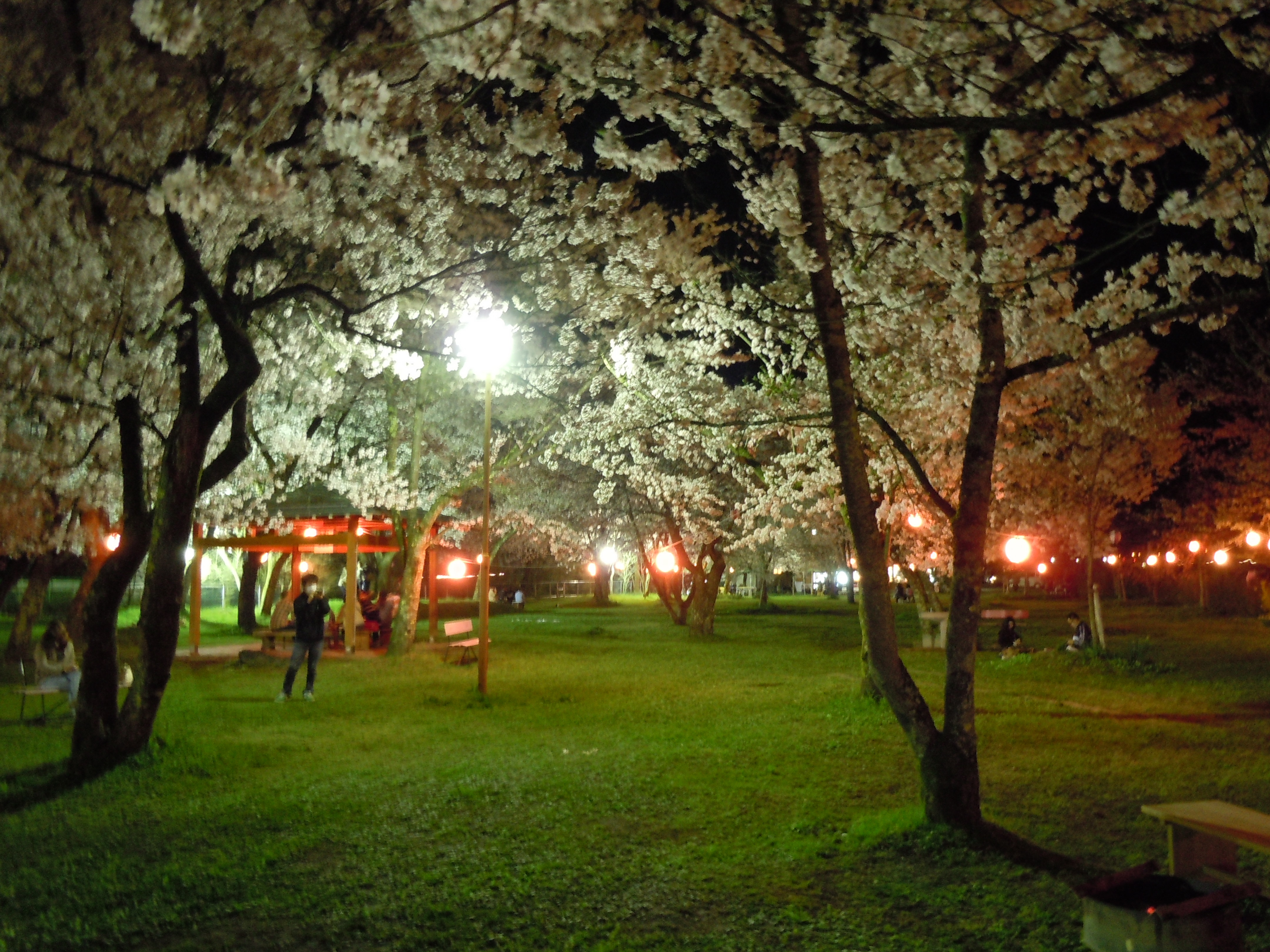
33.桜野公園